# Oscarsteaterns uppsättningar
Det här är en lista över Oscarsteaterns i Stockholm uppsättningar.

## Albert Ranfts regim
| År   | Produktion                                                     | Upphovsmän                                                                          | Regi                           | Noter |
| ---- | -------------------------------------------------------------- | ----------------------------------------------------------------------------------- | ------------------------------ | --- |
| 1906 | Frihetsbröderna Les Brigands                                   | Jacques Offenbach, Henri Meilhac och Ludovic Halévy Översättning Ernst Wallmark     |                                | Premiär 6 december 1906 Invigningsföreställning Rosa Grünberg, Emma Meissner, Inga Berentz, Frida Falk, F Salchow, Gerda Grönberg-Rove, Bertha Ringvall, Anna Bodén, Lucke Lund, Axel Ringvall, Herr O. Sandgren, Herr Carlander, Theofron Wickbom, Oscar Bergström, Thorleif Allum, Birger Schücker, August Svensson, Herr T. Ullman Scenografi Carl Grabow, Kostym Carl Hermansson |
| 1906 | Madame Sherry                                                  | Hugo Felix, Maurice Ordonneau och Benno Jacobson                                    |                                | Premiär 9 december 1906 |
| 1906 | Värmlänningarna                                                | Fredrik August Dahlgren och Andreas Randel                                          |                                | Premiär 23 december 1906 |
| 1907 | Lille hertigen Le petit duc                                    | Charles Lecocq, Henri Meilhac och Ludovic Halévy                                    |                                | Premiär 10 januari 1907 Rosa Grünberg |
| 1907 | Glada änkan Die lustige Witwe                                  | Franz Lehár, Victor Léon och Leo Stein                                              | Axel Bosin                     | Premiär 22 januari 1907 Axel Ringvall, Inga Berentz, Carl Barcklind, Emma Meissner, Thorleif Allum, Christian Schröder, Karl Larsson, Theofron Wickbom, Frida Falk, Oscar Bergström, Bertha Ringvall, August Svensson, Gerda Grönberg-Rove, Gustaf Adolf Lund, Fru Fröling, Fröken Björkqvist, Mary Gräber, Elsa Lindeberg, Fröken Hellström, Fru Monthan, Gustaf Salzenstein, Emil Hellman |
| 1907 | Talismanen, eller De bägge rödhåriga Der Talisman              | Johann Nestroy Översättning Carl Gustaf Michal                                      |                                | Premiär 3 mars 1907 Axel Ringvall, Inga Berentz, Gerda Grönberg-Rove, Anna Bodén, Bertha Ringvall, Frida Falk, Oscar Bergström, Gustaf Adolf Lund, Oscar Ralf, herr O. Sandgren, herr T. Ullman |
| 1907 | Nerkingarne                                                    | Carl Axel Anrep och Gottfried Littmarck                                             |                                | Premiär 5 maj 1907 |
| 1907 | Hoffmanns äventyr Les contes d'Hoffmann                        | Jacques Offenbach, Jules Barbier och Michel Carré Översättning Ernst Wallmark       | Emil Linden                    | Premiär 21 oktober 1907 fröken Osborne, Rosa Grünberg, Thérèse Björklund, Birger Schücker, fröken Strömberg, Oscar Ralf, Gustaf Adolf Lund, Oscar Bergström |
| 1907 | Skytte-Lisa Die Schützenliesel                                 | Edmund Eysler och Karl Lindau                                                       |                                | Premiär 28 oktober 1907 Axel Ringvall, Inga Berentz, Gustaf Adolf Lund, Oscar Bergström, herr Ullman |
| 1907 | Surcouf                                                        | Robert Planquette och Henri Chivot Översättning Ernst Wallmark                      |                                | Premiär 9 november 1907 Gerda Grönberg-Rove, Rosa Grünberg, Inga Berentz, Anna Bodén, Thorleif Allum, Gustaf Adolf Lund, Axel Ringvall, Oscar Bergström, herr Ullman, Theofron Wickbom |
| 1907 | Boccaccio                                                      | Franz von Suppé, Camillo Walzel och Richard Genée                                   |                                | Premiär 28 november 1907 Matilda Jungstedt, fröken Osborne, Axel Ringvall, Gerda Grönberg-Rove, herr Ullman, Rosa Grünberg, Bertha Ringvall, Oscar Bergström, Gustaf Adolf Lund |
| 1907 | Ambassadören Monsieur de La Palisse                            | Claude Terrasse, Robert de Flers och Gaston Arman de Caillavet                      | Emil Linden                    | Premiär 21 december 1907 frökne Hesse, Gerda Grönberg-Rove, Inga Berentz, Rosa Grünberg, Frida Falk, Naima Wifstrand, Oscar Ralf, Axel Ringvall, August Svensson, herr Ullman, Thorleif Allum, Christian Schröder, Theofron Wickbom |
| 1908 | Lilla helgonet Mam'zelle Nitouche                              | Hervé, Henri Meilhac och Albert Millaud                                             |                                | Premiär 20 januari 1908 |
| 1908 | Rip Rip Van Winkle                                             | Robert Planquette, Henri Meilhac, Philippe Gille och Henry Brougham                 | Emil Linden                    | Premiär 28 januari 1908 |
| 1908 | En valsdröm Ein Walzertraum                                    | Oscar Straus, Felix Dörmann och Leopold Jacobson                                    | Emil Linden                    | Premiär 22 februari 1908 |
| 1908 | Musette La petite bohème                                       | Henri Hirschmann och Paul Ferrier                                                   |                                | Premiär 7 april 1908 |
| 1908 | Storhertiginnan av Gerolstein La Grande-Duchesse de Gérolstein | Jacques Offenbach, Henri Meilhac och Ludovic Halévy Översättning Ludvig Strindberg  |                                | Premiär 30 april 1908 |
| 1908 | Läderlappen Die Fledermaus                                     | Johann Strauss den yngre, Karl Haffner och Richard Genée                            |                                | Premiär 20 maj 1908 Dora Kepplinger, Matilda Jungstedt, Thérèse Ralf, Naima Wifstrand, Rosa Grünberg, herr Ullman, Oscar Ralf, Oscar Bergström, Axel Ringvall, Gustaf Adolf Lund |
| 1908 | Glada änkan Die lustige Witwe                                  | Franz Lehár, Victor Léon och Leo Stein                                              |                                | Premiär 26 maj 1908 |
| 1908 | Flickorna Jackson Les Filles Jackson et compagnie              | Justin Clérice och Maurice Ordonneau                                                |                                | Premiär 17 augusti 1908 |
| 1908 | Niniche                                                        | Marius Boullard, Alfred Hennequin och Albert Millaud Översättning Selfrid Kinmanson |                                | Premiär 29 augusti 1908 |
| 1908 | Dollarprinsessan Die Dollarprinzessin                          | Leo Fall, Alfred Maria Willner och Fritz Grünbaum                                   | Axel Bosin                     | Premiär 27 oktober 1908 Axel Ringvall, Rosa Grünberg, Christian Schröder, Emma Meissner, Gustaf Adolf Lund, Thorleif Allum, Carl Barcklind, Maud Keyser, Anna Bodén, Hr Ohlsson |
| 1908 | Herr Dardanell och hans upptåg på landet                       | August Blanche                                                                      |                                | Premiär 29 november 1908 |
| 1909 | Farinelli                                                      | Hermann Zumpe, F. Wilibald Wulff och Charles Cassmann Översättning Ernst Wallmark   |                                | Premiär 21 januari 1909 |
| 1909 | Geishan The Geisha, a story of a tea house                     | Sidney Jones, Owen Hall och Harry Greenbank Översättning Ernst Wallmark             |                                | Premiär 15 februari 1909 |
| 1909 | Fatinitza                                                      | Franz von Suppé och Friedrich Zell Översättning Ernst Wallmark                      |                                | Premiär 3 mars 1909 |
| 1909 | Skatten                                                        | Helfrid Lambert                                                                     |                                | Premiär 18 mars 1909 Inga Berentz, Frida Falk, Gerda Grönberg-Rove, Christian Schröder, herr T. Ullman, Oscar Ralf, Axel Ringvall, Gustaf Adolf Lund, August Svensson |
| 1909 | Tiggarstudenten Der Bettelstudent                              | Karl Millöcker, Richard Genée och Friedrich Zell                                    |                                | Premiär 22 mars 1909 Gerda Grönberg-Rove, Rosa Grünberg, Frida Falk, Bertha Ringvall, Thérèse Ralf, Axel Ringvall, herr E. Fröling, herr M. Larson, herr S. Svendsen, August Svensson, Birger Schweback, Oscar Ralf, Theofron Wickbom, Gustaf Adolf Lund |
| 1909 | Arsène Lupin                                                   | Francis de Croisset och Maurice Leblanc Översättning Selfrid Kinmanson              | Knut Nyblom                    | Premiär 8 maj 1909 Georgina Barcklind, E. Bergman, Mia Hagman, Eva Nyblom, Märta Hedman, Anna Rosén, Konstantin Axelsson, Carl Barcklind, Oscar Johanson, Ivar Kåge, Victor Lundberg, John Lindlöf, Richard Lund, E. Engborg, Olof Sandborg, Gustaf Sthén, E. Strindin, Hilding Ranft Flyttad till Vasateatern |
| 1909 | Ett storstadshem Et kjøbenhavnsk Hjem                          | Christopher Boeck                                                                   |                                | Premiär 15 maj 1909 Peter Fjelstrup, Erik Berglund, Ida Brander, Lydia Molander, herr Lindblad |
| 1909 | Höstmanöver Tatárjárás                                         | Emmerich Kálmán, Karl von Bakonyi och Andor Gábor                                   |                                | Premiär 1 september 1909 |
| 1909 | Sköna Helena La belle Hélène                                   | Jacques Offenbach, Henri Meilhac och Ludovic Halévy                                 |                                | Premiär 29 september 1909 Anna Norrie, Olle Strandberg, Axel Ringvall, Emil Strömberg |
| 1909 | Frånskilda frun Die geschiedene Frau                           | Leo Fall och Victor Léon                                                            |                                | Premiär 18 oktober 1909 |
| 1909 | Ljungby horn                                                   | Frans Hedberg                                                                       | Axel Bosin                     | Premiär 31 oktober 1909 Scenografi Carl Grabow |
| 1909 | Fortunas gunstling                                             | Karl Gilck                                                                          | Carl Barcklind                 | Premiär 26 november 1909 Axel Ringvall, Rosa Grünberg, fröken Carlberg, Gerda Grönberg-Rove, Frida Falk, fröken A André, fröken A Hirsch, Theofron Wickbom, Thorleif Allum, Oscar Bergström, Carl Barcklind, Oscar Ralf |
| 1910 | Zigenarbaronen Der Zigeunerbaron                               | Johann Strauss d.y. och Ignaz Schnitzer                                             |                                | Premiär 1 januari 1910 Axel Ringvall, Inga Berentz, Anna Bodén, Gerda Grönberg-Rove, Frida Falk, Oscar Bergström, Gustaf Adolf Lund, Sandy Nilsson |
| 1910 | Mahomets paradis Le paradis de Mahomet                         | Robert Planquette och Henri Blondeau                                                |                                | Premiär 17 januari 1910 Gerda Grönberg-Rove, Rosa Grünberg, Emma Meissner, Frida Falk, Gustaf Adolf Lund, Olle Strandberg, Thorleif Allum, Axel Ringvall, Theofron Wickbom, herr Ohlsson |
| 1910 | Cornevilles klockor Les cloches de Corneville                  | Robert Planquette, Louis Clairville och Charles Gabet                               |                                | Premiär 31 januari 1910 |
| 1910 | Läderlappen Die Fledermaus                                     | Johann Strauss d.y., Karl Haffner och Richard Genée                                 |                                | Premiär 10 mars 1910 |
| 1910 | Greven av Luxemburg Der Graf von Luxemburg                     | Franz Lehár, Alfred Maria Willner och Robert Bodansky                               |                                | Premiär 19 mars 1910 |
| 1910 | Prinsen av Pilsen The Prince of Pilsen                         | Gustav Luders                                                                       | Emil Linden                    | Premiär 24 september 1910 |
| 1910 | Zigenarkärlek Zigeunerliebe                                    | Franz Lehár, Alfred Maria Willner och Robert Bodanzky                               |                                | Premiär 27 oktober 1910 |
| 1910 | Dagens lejoninna                                               | Karl Gilck                                                                          | Carl August Söderman           | Premiär 2 december 1910 |
| 1910 | Dollarprinsessan Die Dollarprinzessin                          | Leo Fall, Alfred Maria Willner och Fritz Grünbaum                                   |                                | Premiär 14 december 1910 |
| 1910 | Tjuvskyttarna Les Braconniers                                  | Jacques Offenbach, Henri Charles Chivot och Alfred Duru                             | Emil Linden                    | Premiär 27 december 1910 |
| 1911 | Sköna Helena La belle Hélène                                   | Jacques Offenbach, Henri Meilhac och Ludovic Halévy                                 |                                | Premiär 6 januari 1911 |
| 1911 | Pariserliv                                                     | Jacques Offenbach, Henri Meilhac och Ludovic Halévy                                 | Emil Linden                    | Premiär 14 januari 1911 |
| 1911 | Ljungby Horn                                                   | Frans Hedberg                                                                       |                                | Premiär 22 januari 1911 |
| 1911 | Vackra ladyn                                                   | Giacomo Minkowsky och Rudolf Lothar                                                 | Emil Linden                    | Premiär 28 januari 1911 |
| 1911 | Julia Das Puppenmädel                                          | Leo Fall och Alfred Maria Willner                                                   | Emil Linden                    | Premiär 18 februari 1911 |
| 1911 | Frånskilda frun                                                | Leo Fall och Victor Léon                                                            |                                | Premiär 30 mars 1911 |
| 1911 | Dollarprinsessan Die Dollarprinzessin                          | Leo Fall, Alfred Maria Willner och Fritz Grünbaum                                   |                                | Premiär 7 april 1911 |
| 1911 | Stackars Jonatan                                               | Karl Millöcker                                                                      |                                | Premiär 15 april 1911 |
| 1911 | Spökhotellet                                                   | Georges Feydeau och Maurice Desvalliéres                                            | Albert Ranft                   | Premiär 28 april 1911 |
| 1911 | Wienerblod Wiener Blut                                         | Johann Strauss den yngre, Victor Léon, Leo Stein och Adolf Müller                   |                                | Premiär 31 augusti 1911 |
| 1911 | Kyska Susanna Die keusche Susanne                              | Jean Gilbert och Georg Okonkowski                                                   |                                | Premiär 15 september 1911 Scenografi Carl Grabow |
| 1911 | Reskamraten                                                    | Nanna Wallensteen                                                                   | Carl August Söderman           | Premiär 12 november 1911 |
| 1911 | Det stora geniet Der unsterblicher Lump                        | Edmund Eysler och Felix Dörmann                                                     | Carl August Söderman           | Premiär 24 november 1911 |
| 1911 | Till kejsaren Die Försterchristl                               | Georg Jarno och Reinhard Buchbinder                                                 | Carl August Söderman           | Premiär 1 december 1911 |
| 1912 | Chokladsoldaten                                                | Oscar Straus och Rudolph Bernauer                                                   | Carl August Söderman           | Premiär 4 januari 1912 |
| 1912 | Lilla helgonet Mam'zelle Nitouche                              | Hervé, Henri Meilhac och Albert Millaud                                             |                                | Premiär 19 januari 1912 |
| 1912 | Eva                                                            | Franz Lehár, Alfred Maria Willner och Robert Bodanzky                               | Emil Linden                    | Premiär 27 januari 1912 Scenografi Carl Grabow |
| 1912 | Guldgruvan                                                     | Felix Körling                                                                       | Emil Linden                    | Premiär 13 mars 1912 |
| 1912 | Moderna kvinnor                                                | Jean Gilbert, Georg Okonkowski och Alfred Schönfeld                                 | Carl August Söderman           | Premiär 29 mars 1912 |
| 1912 | Greven av Luxemburg Der Graf von Luxemburg                     | Franz Lehár, Alfred Maria Willner och Robert Bodansky                               |                                | Premiär 3 april 1912 Scenografi Carl Grabow |
| 1912 | Frihetsbröderna Les Brigands                                   | Jacques Offenbach, Henri Meilhac och Ludovic Halévy                                 | Albert Ranft                   | Premiär 13 april 1912 Scenografi Carl Grabow |
| 1912 | Donna Juanita                                                  | Franz von Suppé, Friedrich Zell och Richard Genée                                   | Emil Linden                    | Premiär 6 maj 1912 Scenografi Carl Grabow |
| 1912 | Gasparone                                                      | Karl Millöcker                                                                      | Carl August Söderman           | Premiär 24 maj 1912 |
| 1912 | Glada änkan Die lustige Witwe                                  | Franz Lehár, Victor Léon och Leo Stein                                              |                                | Premiär 4 juli 1912 |
| 1912 | Kyska Susanna Die keusche Susanne                              | Jean Gilbert och Georg Okonkowski                                                   |                                | Premiär 10 juli 1912 |
| 1912 | Sköna Helena La belle Hélène                                   | Jacques Offenbach, Henri Meilhac och Ludovic Halévy                                 |                                | Premiär 26 juli 1912 |
| 1912 | Kvinnohataren Der Frauenfresser                                | Edmund Eysler, Leo Stein och Karl Lindau                                            | Emil Linden                    | Premiär 31 augusti 1912 Carl Barcklind, Emma Meissner, Anna Bodén, Rosa Grünberg, Axel Ringvall, Lucke Lund, Thorleif Allum Scenografi Carl Grabow |
| 1912 | Den käre Augustin Der liebe Augustin                           | Leo Fall, Rudolf Bernauer och Ernst Welisch                                         | Carl Grabow                    | Premiär 6 december 1912 Scenografi Carl Grabow |
| 1912 | Prinsen av Burgund                                             | Leo Fall, Alfred Maria Willner och Robert Bodanzky                                  |                                | Premiär 29 oktober 1912 |
| 1912 | Snurran                                                        | Zacharias Topelius                                                                  |                                | Premiär 2 november 1912 |
| 1912 | Den ondes besegrare                                            | Thomas Overskou Översättning Jeanette Stjernström                                   |                                | Premiär 3 november 1912 |
| 1912 | Fru Majas hämnd                                                | Sven Lange                                                                          |                                | Premiär 26 november 1912 |
| 1912 | Gri-Gri                                                        | Paul Lincke, Heinrich Bolten-Baeckers och Jules Chancel                             | Emil Linden                    | Premiär 30 november 1912 Scenografi Carl Grabow |
| 1912 | Prinsessan Törnrosa                                            | Zacharias Topelius                                                                  |                                | Premiär 26 december 1912 |
| 1912 | Biografflugan Der Film-Zauber                                  | Walter Kollo och Willy Bredschneider                                                |                                | Premiär 31 december 1912 Scenografi Carl Grabow |
| 1913 | Flickan från Elizondo Pépito                                   | Jacques Offenbach, Léon Battu och Jules Moinaux                                     |                                | Premiär 13 januari 1913 |
| 1913 | Geishan The Geisha, a story of a tea house                     | Sidney Jones, Owen Hall och Harry Greenbank                                         |                                | Premiär 30 januari 1913 Scenografi Carl Grabow |
| 1913 | Simson och Delila                                              |                                                                                     |                                | Premiär 4 mars 1913 Högskolespex |
| 1913 | Furstebarnet Das Fürstenkind                                   | Franz Lehár och Victor Léon                                                         | Carl August Söderman           | Premiär 8 mars 1913 |
| 1913 | Tiggarstudenten Der Bettelstudent                              | Karl Millöcker, Richard Genée och Friedrich Zell                                    | Axel Ringvall                  | Premiär 18 mars 1913 |
| 1913 | Suzi Susi                                                      | Aladar Renyi och Otto Hauerbach                                                     | Emil Linden                    | Premiär 11 april 1913 |
| 1913 | Min ögonsten Das Puppchen                                      | Jean Gilbert, Jean Kren, Curt Kraatz och Alfred Schönfeld                           | Emil Linden                    | Premiär 13 maj 1913 |
| 1913 | Den glada äkta mannen Der lachende Ehemann                     | Edmund Eysler, Julius Brammer och Alfred Griinwald                                  | Emil Linden                    | Premiär 6 september 1913 Emma Meissner, Christian Schröder |
| 1913 | Mikadon The Mikado or The Town of Titipu                       | W.S. Gilbert och Arthur Sullivan Översättning Ernst Wallmark                        | August Bodén                   | Premiär 17 oktober 1913 Axel Ringvall, Oscar Ralf, Gustaf Adolf Lund, Yngwe Nyquist, Sven d'Ailly, Eva Eriksson, Cissy Åkerblom, Mary Gräber, Torborg Schröder, Semmy Levisson Koreografi Josefina Gullberg och John Borgman, Scenografi August Bodén, Kostym Gustav Wunderwald 50 föreställningar |
| 1913 | De båda husarerna Die beiden Husaren                           | Leon Jessel, Wilhelm Jacoby och Rudolf Schantzer                                    |                                | Premiär 15 november 1913 |
| 1913 | Flickan från Vilda Västern                                     | Georg Jarno                                                                         |                                | Premiär 6 december 1913 |
| 1913 | Kyska Susanna Die keusche Susanne                              | Jean Gilbert och Georg Okonkowski                                                   |                                | Premiär 16 december 1913 |
| 1914 | Filmdrottningen Die Kinokönigin                                | Jean Gilbert, Georg Okonkowski och Julius Freund                                    |                                | Premiär 1 januari 1914 Scenografi Carl Lund 77 föreställningar |
| 1914 | Gri-Gri                                                        | Paul Lincke, Heinrich Bolten-Baeckers och Jules Chancel                             |                                | Premiär 18 januari 1914 |
| 1914 | Kör fram till stora trappan                                    | Otto Hellkvist och Oscar Hemberg                                                    |                                | Premiär 18 mars 1914 |
| 1914 | Fädrens missgärningar                                          | Algot Sandberg                                                                      | Carl Barcklind                 | Premiär 20 mars 1914 |
| 1914 | Cornevilles klockor Les cloches de Corneville                  | Robert Planquette, Louis Clairville och Charles Gabet                               |                                | Premiär 5 april 1914 |
| 1914 | Polskt blod Polenblut                                          | Oskar Nedbal och Leo Stein                                                          | Emil Linden                    | Premiär 24 april 1914 Scenografi Carl Grabow 43 föreställningar |
| 1914 | Tiggarstudenten Der Bettelstudent                              | Karl Millöcker, Richard Genée och Friedrich Zell                                    |                                | Premiär 12 september 1914 |
| 1914 | Resan omkring jorden på 40 dagar                               | Algot Sandberg                                                                      | Victor Castegren               | Premiär 2 oktober 1914 Scenografi Carl Grabow |
| 1914 | På tu man hand Endlich allein                                  | Franz Lehár, Alfred Maria Willner och Robert Bodanzky Översättning Oscar Ralf       | Carl August Söderman           | Premiär 20 november 1914 |
| 1914 | Greven av Luxemburg Der Graf von Luxemburg                     | Franz Lehár, Alfred Maria Willner och Robert Bodansky                               |                                | Premiär 11 december 1914 |
| 1914 | Storstadsbaciller Wenn der Frühling kommt                      | Jean Gilbert, Jean Kren, Georg Okonkowski och Alfred Schönfeld                      | Carl Barcklind                 | Premiär 17 december 1914 |
| 1914 | Solstrålen Das süsse Mädel                                     | Heinrich Reinhardt, Alexander Landesberg och Leo Stein                              | Carl Barcklind                 | Premiär 26 december 1914 |
| 1915 | Har du sett Bengtzen, revy                                     | Harald Leipziger                                                                    |                                | Premiär 21 januari 1915 Scenografi Carl Grabow |
| 1915 | Don Juans sista äventyr Kunstlerblut                           | Edmund Eysler, Leo Stein och Karl Lindau                                            | Carl Barcklind                 | Premiär 19 februari 1915 |
| 1915 | Som i ungdomens vår                                            | Walter Kollo och Willy Bredschneider                                                |                                | |
| 1915 | Var är Johnny                                                  | Nathaniel Jones, Maurice Bernardt och Joseph Corin                                  | Carl Barcklind                 | Premiär 9 mars 1915 |
| 1915 | Röda rosor Die ideale Gattin                                   | Franz Lehár, Julius Brammer och Alfred Grünwald                                     | August Bodén                   | Premiär 20 mars 1915 |
| 1915 | Boccaccio                                                      | Franz von Suppé, Camillo Walzel och Richard Genée                                   | Emil Linden                    | Premiär 17 april 1915 |
| 1915 | Orfeus i underjorden Orphée aux Enfers                         | Jacques Offenbach, Henri Meilhac och Ludovic Halévy                                 | Carl August Söderman           | Premiär 29 april 1915 |
| 1915 | Förste älskaren                                                | Fred Winter                                                                         | August Bodén                   | Premiär 7 maj 1915 |
| 1915 | Bland bålde riddersmän When knights were bold                  | Harriet Jay                                                                         |                                | Premiär 26 maj 1915 |
| 1915 | Madame Szibill                                                 | Victor Jacobi, Max Brody och Franz Martos                                           | Oskar Textorius                | Premiär 1 september 1915 Adolf Niska, Maj Schultz, Oskar Textorius, Naima Wifstrand, Axel Ringvall, Maud Keyser, Elvin Ottoson |
| 1915 | Lyckoflickan La Mascotte                                       | Edmond Audran, Alfred Duru och Henri Charles Chivot                                 | Axel Ringvall                  | Premiär 28 oktober 1915 |
| 1915 | En natt i Venedig Eine Nacht in Venedig                        | Johann Strauss den yngre, Friedrich Zell och Richard Genée                          | Oskar Textorius                | Premiär 11 december 1915 Scenografi Carl Grabow |
| 1916 | Inkognito Rund um die Liebe                                    | Oscar Straus, Friedrich von Thelen och Robert Bodanzky Översättning Oscar Ralf      | Oskar Textorius                | Premiär 14 januari 1916 Scenografi Carl Grabow |
| 1916 | Afrikaresan                                                    | Franz von Suppé och Richard Genée                                                   | Axel Ringvall                  | Premiär 15 februari 1916 Scenografi Carl Grabow |
| 1916 | Stormfågeln Under cover                                        | Roi Cooper Megrue                                                                   | Justus Hagman                  | Premiär 29 februari 1916 |
| 1916 | Mr Wu                                                          | Harry M. Vernon och Harold Owen                                                     | Carl Barcklind                 | Premiär 17 mars 1916 Scenografi Jens Andresen |
| 1916 | Ett köpmanshus i skärgården                                    | Frans Hedberg                                                                       |                                | |
| 1916 | Storhertigens finanser                                         | Frank Heller och Algot Sandberg                                                     | Carl Barcklind                 | Premiär 7 april 1916 |
| 1916 | Den gamle musikern                                             | Willy Norrie                                                                        | Justus Hagman                  | Premiär 12 april 1916 |
| 1916 | Två man om en änka Der Regimentspapa                           | Victor Hollaender, Heinrich Storbitzer och Richard Kessler                          |                                | Premiär 17 april 1916 |
| 1916 | Filmdrottningen Die Kinokönigin                                | Jean Gilbert, Georg Okonkowski och Julius Freund                                    |                                | Premiär 3 maj 1916 Scenografi Carl Lund |
| 1916 | Polskt blod Polenblut                                          | Oskar Nedbal och Leo Stein                                                          | Emil Linden                    | Premiär 12 maj 1916 Scenografi Carl Grabow |
| 1916 | Fjäriln                                                        | Karl Weinberger, Alfred Maria Willner och Bernhard Buchbinder                       | Oskar Textorius                | Premiär 20 maj 1916 Scenografi Carl Grabow |
| 1916 | Csardasfurstinnan Die Csárdásfürstin                           | Emmerich Kálmán, Leo Stein och Béla Jenbach                                         | Oskar Textorius                | Premiär 1 september 1916 Scenografi Carl Grabow 146 föreställningar |
| 1917 | Öregrund-Östhammar                                             | Selfrid Kinmanson                                                                   | Axel Ringvall                  | Premiär 21 januari 1917 Scenografi Carl Grabow |
| 1917 | Kessers generalkupp                                            | Fred Winter                                                                         | Oskar Textorius                | Premiär 27 januari 1917 Scenografi Carl Grabow |
| 1917 | Csardasfurstinnan Die Csárdásfürstin                           | Emmerich Kálmán, Leo Stein och Béla Jenbach Översättning Nalle Halldén              | Oskar Textorius                | Premiär 5 mars 1917 Axel Ringvall, Gerda Grönberg-Rove, Elvin Ottoson, Gudrun Folmer-Hansen, Christian Schröder, Kajsa Ranft, Oskar Textorius, Sven d'Ailly, Elsa Källmodin, Agda Björkman, Oscar Åberg, Walter Moberg, Carl August Sjöholm, Oswald Thorén, Tora Carlsson, Annie Sjöbladh, Agnes Thomée, Susanna Liljenfeldt, Märta Wallin, Alma Anderson, Hildur Lundkvist, Elna Fredriksson, Theofron Wickbom, John Öfwerman, Wilma Wallén, Gunnar Strindin Koreografi Sven Fredriksson, Scenografi Carl Grabow |
| 1917 | Jungfruburen Das Dreimäderlhaus                                | Alfred Maria Willner, Heinz Reichert, Franz Schubert och Heinrich Berté             |                                | Premiär 16 mars 1917 Scenografi Carl Grabow och Jens Andresen |
| 1917 | Rubber                                                         | Felix Körling och Carl Barcklind                                                    | Carl Barcklind                 | Premiär 27 april 1917 |
| 1917 | Läderlappen Die Fledermaus                                     | Johann Strauss d.y., Karl Haffner och Richard Genée                                 |                                | Premiär 28 september 1917 Scenografi Carl Grabow |
| 1917 | Kejsarinnan Maria Théresia                                     | Leo Fall, Julius Brammer och Alfred Grünwald                                        | Oskar Textorius                | Premiär 8 december 1917 Scenografi Carl Grabow 83 föreställningar |
| 1917 | Prinsessan som inte ville skratta                              | Helge Malmberg                                                                      | Axel Ringvall                  | Premiär 28 december 1917 Scenografi Carl Grabow |
| 1918 | Sköna Helena La belle Hélène                                   | Jacques Offenbach, Henri Meilhac och Ludovic Halévy                                 |                                | Premiär 1 mars 1918 Scenografi Carl Grabow |
| 1918 | Jockeyen                                                       | Felix Körling                                                                       | Oskar Textorius                | Premiär 19 april 1918 Scenografi Carl Grabow |
| 1918 | Glada änkan Die lustige Witwe                                  | Franz Lehár, Victor Léon och Leo Stein                                              |                                | Premiär 3 maj 1918 |
| 1918 | Leka med paria Reymersholm                                     | Yngve Hedvall                                                                       |                                | Premiär 11 maj 1918 Gästspel av Vasateaterns nattcabaret |
| 1918 | Stallgreven Der Pusztakavalier                                 | Albert Szirmai, Karl von Bakony och Robert Bodanzky                                 | Carl Barcklind                 | Premiär 24 augusti 1918 |
| 1918 | Läderlappen Die Fledermaus                                     | Johann Strauss d.y., Karl Haffner och Richard Genée                                 |                                | Premiär 12 september 1918 Scenografi Carl Grabow |
| 1918 | Sjökadetten                                                    | Richard Genée och Friedrich Zell                                                    | Carl Barcklind                 | Premiär 25 september 1918 Scenografi Carl Grabow |
| 1918 | Sirocco Die Winzerbraut                                        | Oskar Nedbal                                                                        | Carl Barcklind                 | Premiär 1 november 1918 |
| 1918 | Den hemliga agenten Der verliebte Herzog                       | Jean Gilbert, Georg Okonkowski och Hans Bachwitz                                    | Elvin Ottoson                  | Premiär 27 november 1918 |
| 1918 | Storhertiginnan av Gerolstein La Grande-Duchesse de Gérolstein | Jacques Offenbach, Henri Meilhac och Ludovic Halévy                                 |                                | |
| 1918 | Kejsarinnan Maria Théresia                                     | Leo Fall, Julius Brammer och Alfred Grünwald                                        | Oskar Textorius                | Premiär 3 december 1918 Scenografi Carl Grabow |
| 1918 | Geishan The Geisha, a story of a tea house                     | Sidney Jones, Owen Hall och Harry Greenbank                                         |                                | Premiär 30 december 1918 Scenografi Carl Grabow |
| 1919 | Sköna Helena La belle Hélène                                   | Jacques Offenbach, Henri Meilhac och Ludovic Halévy                                 | Axel Ringvall                  | Premiär 24 februari 1919 |
| 1919 | Mr. Jack                                                       | Fred Winter                                                                         | Carl Barcklind                 | Premiär 12 mars 1919 Scenografi Carl Grabow |
| 1919 | Csardasfurstinnan Die Csárdásfürstin                           | Emmerich Kálmán, Leo Stein och Béla Jenbach                                         | Oskar Textorius                | Premiär 23 april 1919 Scenografi Carl Grabow |
| 1919 | Stambuls ros                                                   | Leo Fall, Julius Brammer och Alfred Grünwald                                        | Carl Barcklind                 | Premiär 3 maj 1919 Scenografi Carl Grabow |
| 1919 | Nya syndafallet, revy                                          | Otto Hellkvist, Berndt Carlberg                                                     | Elvin Ottoson                  | Premiär 31 maj 1919 Scenografi Carl Grabow 77 föreställningar |
| 1919 | Kyska Susanna Die keusche Susanne                              | Jean Gilbert och Georg Okonkowski                                                   | Carl Barcklind                 | Premiär 30 augusti 1919 |
| 1919 | Lille hertigen Le petit duc                                    | Charles Lecocq, Henri Meilhac och Ludovic Halévy                                    | Elvin Ottoson                  | Premiär 11 oktober 1919 |
| 1919 | Drottning Karneval Die Faschingsfee                            | Emmerich Kálmán, Alfred Maria Willner och Rudolf Österreicher                       | Carl Barcklind                 | Premiär 15 november 1919 Scenografi Carl Grabow |
| 1919 | Csardasfurstinnan Die Csárdásfürstin                           | Emmerich Kálmán, Leo Stein och Béla Jenbach                                         | Oskar Textorius                | Premiär 12 december 1919 Scenografi Carl Grabow |
| 1920 | Dollarprinsessan Die Dollarprinzessin                          | Leo Fall, av Alfred Maria Willner och Fritz Grünbaum                                | Carl Barcklind                 | Premiär 20 januari 1920 |
| 1920 | Den skönaste av alla                                           | Jean Gilbert och Georg Okonkowski                                                   | Elvin Ottoson                  | Premiär 21 februari 1920 |
| 1920 | Maries soldat                                                  | Leo Ascher, Bernhard Buchbinder, Jean Kren och Alfred Schönfeld                     | Carl Barcklind                 | Premiär 27 mars 1920 Scenografi Carl Grabow |
| 1920 | Röda rosor die ideale Gattin                                   | Franz Lehár, Julius Brammer och Alfred Grünwald                                     |                                | Premiär 21 april 1920 |
| 1920 | Lilla helgonet Mam'zelle Nitouche                              | Hervé, Henri Meilhac och Albert Millaud                                             |                                | Premiär 18 maj 1920 |
| 1920 | Geishan The Geisha, a story of a tea house                     | Sidney Jones, Owen Hall och Harry Greenbank                                         |                                | Premiär 17 augusti 1920 |
| 1920 | En balnatt Eine Ballnacht                                      | Oscar Straus, Leopold Jacobson och Robert Bodanzky                                  | Elvin Ottoson                  | Premiär 2 september 1920 |
| 1920 | Don Cesar                                                      | Rudolf Dellinger och Oscar Walther                                                  | Albert Ranft och Elvin Ottoson | Premiär 23 september 1920 Scenografi Carl Grabow |
| 1920 | Se Neapel                                                      | Edvin Ziedner                                                                       | Carl Barcklind                 | Premiär 26 oktober 1920 |
| 1920 | Boccaccio                                                      | Franz von Suppé, Camillo Walzel och Richard Genée                                   | Carl Barcklind                 | Premiär 19 november 1920 Scenografi Carl Grabow |
| 1920 | Csardasfurstinnan Die Csárdásfürstin                           | Emmerich Kálmán, Leo Stein och Béla Jenbach                                         | Oskar Textorius                | Premiär 12 december 1920 Scenografi Carl Grabow |
| 1921 | Damen i hermelin                                               | Jean Gilbert, Rudolf Schanzer och Ernst Welisch                                     | Carl Barcklind                 | Premiär 12 januari 1921 Axel Ringvall, Adolf Niska |
| 1921 | Sista valsen Der letzte Walzer                                 | Oscar Straus, Julius Brammer och Alfred Grünwald                                    | Carl Barcklind                 | Premiär 11 februari 1921 Scenografi Carl Grabow 87 föreställningar |
| 1921 | Livet på landet                                                | Peter Fristrup                                                                      |                                | Premiär 27 februari 1921 |
| 1921 | Surcouf                                                        | Robert Planquette och Henri Chivot                                                  | Elvin Ottoson                  | Premiär 29 april 1921 Scenografi Carl Barcklind |
| 1921 | Röda rosor Die ideale Gattin                                   | Franz Lehár, Julius Brammer och Alfred Grünwald                                     |                                | Premiär 5 maj 1921 |
| 1921 | Niniche                                                        | Marius Boullard, Alfred Hennequin och Albert Millaud                                | Albert Ranft                   | Premiär 18 maj 1921 |
| 1921 | Csardasfurstinnan Die Csárdásfürstin                           | Emmerich Kálmán, Leo Stein och Béla Jenbach                                         |                                | Premiär 25 maj 1921 Naima Wifstrand |
| 1921 | Tiggarstudenten Der Bettelstudent                              | Karl Millöcker, Richard Genée och Friedrich Zell Översättning Ernst Wallmark        | Elvin Ottoson                  | Premiär 30 augusti 1921 Naima Wifstrand, Julie Winding, Gerda Grönberg-Rove, Margit Rosengren, Axel Ringvall, Elvin Ottoson, Adolf Niska, Sven d'Ailly, Kurt Welin, Emy Ågren, Kai Reiners Kapellmästare Gustaf Troop, Scenografi Carl Grabow |
| 1921 | Kärleken vaknar Wenn Liebe erwacht                             | Eduard Künneke, Hermann Halle och Fritz Oliven                                      | Carl Barcklind                 | Premiär 1 oktober 1921 |
| 1921 | Läderlappen Die Fledermaus                                     | Johann Strauss d.y., Karl Haffner och Richard Genée                                 |                                | Premiär 20 oktober 1921 |
| 1921 | Gräsänkan Die Strohwitve                                       | Leo Blech och August Neidhardt                                                      | Carl Barcklind                 | Premiär 8 november 1921 |
| 1921 | Kyska Susanna Die keusche Susanne                              | Jean Gilbert och Georg Okonkowski                                                   | Carl Barcklind                 | Premiär 28 november 1921 |
| 1921 | Madame Szibill                                                 | Victor Jacobi, Max Brody och Franz Martos                                           |                                | Premiär 9 december 1921 |
| 1921 | Frihetsbröderna Les Brigands                                   | Jacques Offenbach, Henri Meilhac och Ludovic Halévy                                 | Albert Ranft                   | Premiär 28 december 1921 Scenografi Carl Grabow |
| 1922 | Prinsessan Olala                                               | Jean Gilbert, Rudolf Bernauer och Rudolf Schanzer                                   | Carl Barcklind                 | Premiär 28 januari 1922 |
| 1922 | Lucullus Die Brant des Lucullus                                | Jean Gilbert, Rudolf Schanzer och Ernst Welisch                                     | Carl Barcklind                 | Premiär 24 februari 1922 Scenografi Carl Grabow 62 föreställningar |
| 1922 | Dansgrevinnan Die Tanzgräfin                                   | Robert Stoltz                                                                       | Carl Barcklind                 | Premiär 29 april 1922 Scenografi Daniel Fallström |
| 1922 | Kusinen från Batavia Der Vetter aus Dingsda                    | Eduard Künneke, Herman Haller och Fritz Oliven                                      | Elvin Ottoson                  | Premiär 1 september 1922 Scenografi Carl Grabow |
| 1922 | Cornevilles klockor Les cloches de Corneville                  | Robert Planquette, Louis Clairville och Charles Gabet                               | Nils Johannisson               | Premiär 19 september 1922 |
| 1922 | Min lilla mascot Mascotchen                                    | Walter Bromme, Georg Okonkowski och Will Steinberg                                  | Nils Johannisson               | Premiär 17 oktober 1922 |
| 1922 | Cleopatra                                                      |                                                                                     |                                | Premiär 29 november 1922 studentspex från Juvenalorden |
| 1922 | Bajadären Die Bajadere                                         | Emmerich Kálmán, Julius Brammer och Alfred Grünwald                                 | Nils Johannisson               | Premiär 2 december 1922 Scenografi Carl Grabow |
| 1923 | Anderssons sagor, revy                                         | Karl-Gerhard                                                                        | Sigurd Wallén                  | Premiär 1 januari 1923 |
| 1923 | Farinelli                                                      | Hermann Zumpe, F. Wilibald Wulff och Charles Cassmann                               | Nils Johannisson               | Premiär 2 mars 1923 |
| 1923 | Greven av Luxemburg Der Graf von Luxemburg                     | Franz Lehár, Alfred Maria Willner och Robert Bodansky                               | Nils Johannisson               | Premiär 5 april 1923 Scenografi Alexander Bako |
| 1923 | Glada änkan Die lustige Witwe                                  | Franz Lehár, Victor Léon och Leo Stein                                              | Nils Johannisson               | Premiär 22 april 1923 |
| 1923 | Jungfruburen Das Dreimäderlhaus                                | Alfred Maria Willner, Heinz Reichert, Franz Schubert och Heinrich Berté             | Nils Johannisson               | Premiär 24 maj 1923 |
| 1923 | Katja Katja, die Tänzerin                                      | Jean Gilbert, Leopold Jacobson och Rudolph Österreicher                             | Nils Johannisson               | Premiär 31 augusti 1923 Elvin Ottoson, Axel Ringvall, Margit Rosengren, Christian Schröder, Sigrid Brandel, Adolf Niska, Valdemar Dalquist, Tage Almqvist, Dagmar Gille, Erik Anderson, Hugo Jacobson, Martin Karlson, Ivar Hallbäck, John Öfwerman, August Tollqvist Scenografi Alexander Bako 77 föreställningar |
| 1923 | Madame Pompadour                                               | Rudolf Schanzer, Ernst Welisch och Leo Fall                                         | Nils Johannisson               | Premiär 2 november 1923 |
| 1923 | Bajadären Die Bajadere                                         | Emmerich Kálmán, Julius Brammer och Alfred Grünwald                                 | Nils Johannisson               | Premiär 4 december 1923 |
| 1923 | Gri-Gri                                                        | Paul Lincke, Heinrich Bolten-Baeckers och Jules Chancel Översättning Oscar Ralf     | Elvin Ottoson                  | Premiär 15 december 1923 Elvin Ottoson, Axel Ringvall, Märta Ottoson, Christian Schröder, Erica Darbo, Valdemar Dalquist, Emma Meissner, Aslög Brandt, Tage Almqvist, Hugo Jacobson, Kurt Welin, Ivar Hallbäck, Oscar Åberg, Elsa Adenius, Manetta Ericson, Nea Hansen, Mary Welscher, Carmen Backner, Aina Sedin, Birger Schücker, Walter Moberg, Martin Karlson, John Öfwerman, Carl-Fredrik Leckström, Olle Linderholm Koreografi Robert Négrel, Scenografi Alexander Bako                                     |
| 1924 | Rolfsrevyn                                                     | Ernst Rolf                                                                          | Ernst Rolf                     | Premiär 1 januari 1924 Koreografi Ernest Marini och Robert Négrel, Kostym Gueye Rolf 150 föreställningar |
| 1924 | Rajhan                                                         | Anders Eje och Fred Winter                                                          | Nils Johannisson               | Premiär 30 augusti 1924 Scenografi Carl Grabow |
| 1924 | Operettprinsessan Die schönste der Frauen                      | Richard Kessler, Will Steinberg och Walter Brommé                                   | Nils Johannisson               | Premiär 10 oktober 1924 Scenografi Alexander Bako |
| 1924 | Frasquita                                                      | Alfred Maria Willner, Heinz Reichert och Franz Lehár                                | Nils Johannisson               | Premiär 7 november 1924 Scenografi Carl Grabow |
| 1924 | Kvinnan i purpur Das Weib im Purpur                            | Jean Gilbert, Leopold Jacobson och Rudolf Oesterreicher                             | Nils Johannisson               | Premiär 30 december 1924 Naima Wifstrand, Rosa Carly-Haglund, Emma Meissner, Axel Ringvall, Elvin Ottoson, Adolf Niska, Kurt Welin, Hugo Jacobson |
| 1925 | Grevinnan Mariza Gräfin Mariza                                 | Julius Brammer, Alfred Grünwald och Emmerich Kálmán                                 | Nils Johannisson               | Premiär 6 februari 1925 Scenografi Carl Grabow Rosa Carly-Haglund, Sigrid Brandel, Emma Meissner, Elsa Wallin, Gudrun Folmer-Hansen, Gertrud Rundqvist, Axel Ringvall, Adolf Niska, Carl Struwe, Christian Schröder, Valdemar Dalquist, Hugo Jacobson, Martin Karlson 66 föreställningar |
| 1925 | Mikadon The Mikado or The Town of Titipu                       | W.S. Gilbert och Arthur Sullivan                                                    | Axel Ringvall                  | Premiär 7 april 1925 Scenografi Isaac Grünewald |
| 1925 | Damerna från Olympen Die Damen vom Olymp                       | Rudolf Schanzer, Ernst Welisch och Rudolf Nelson                                    | Nils Johannisson               | Premiär 1 maj 1925 Rosa Carly-Haglund, Sigrid Brandel, Emma Meissner, Edith Hallsten, Elsa Wallin, Gertrud Rundqvist, Aslög Brandt, Oskar Textorius, Elvin Ottoson, Wilhelm Julinder, Hugo Jacobson Koreografi Axel Witzansky |
| 1925 | Styrman Karlssons flammor                                      | Karl-Ewert Christenson och Björn Hodell                                             |                                | Premiär 15 maj 1925 |
| 1925 | Lille kavaljeren Der süsse Kavalier                            | Rudolf Schanzer, Ernst Welisch och Leo Fall                                         | Nils Johannisson               | Premiär 1 september 1925 |
| 1925 | Stambuls ros                                                   | Leo Fall, Julius Brammer och Alfred Grünwald                                        | Nils Johannisson               | Premiär 18 september 1925 |
| 1925 | Orloff                                                         | Ernst Marischka och Bruno Granichstaedten                                           | Nils Johannisson               | Premiär 28 oktober 1925 Naima Wifstrand, Rosa Carly-Haglund, Oskar Textorius, Wilhelm Julinder, Ivar Hallbäck, Nils Ericson, Lars Egge, Karin Ygberg, Martin Karlson, John Öfwerman, Severin Norrlén, Tor Wallén, Oscar Åberg, Valdemar Dalquist, August Tollquist, Emma Meissner, Dagmar Olsson Koreografi Axel Witzansky och Sven Fredriksson, Scenografi Alexander Bako |
| 1925 | Julstjärnan Reisen til Julestjernen                            | Sverre Brandt och Johan Halvorsen Översättning Nils Johannisson                     | Nils Johannisson               | Premiär 18 december 1925 Koreografi Axel Witzansky, Scenografi Alexander Bako |
| 1926 | Hollandsflickan                                                | Leo Stein, Béla Jenbach och Emmerich Kálmán                                         | Oskar Textorius                | Premiär 28 januari 1926 Scenografi Alexander Bako |
| 1926 | Antonia                                                        | Melchior Lengyel                                                                    | Nils Johannisson               | Premiär 12 mars 1926 |
| 1926 | Hjärtekrossaren Der Vielgeliebte                               | Hermann Haller och Eduard Künneke                                                   | Oskar Textorius                | Premiär 27 mars 1926 Rosa Carly-Haglund, Arne Weel, Kurt Welin, Emma Meissner, Oskar Textorius, Edith Hallsten, Christian Schröder, Martin Karlson, Margit Rosengren, Wilhelm Julinder, John Öfwerman, Nils Ericson |
| 1926 | Operettrevy                                                    |                                                                                     |                                | Premiär 17 april 1926 |

## Pauline och John W. Brunius samt Gösta Ekmans regim
| År   | Produktion                                                                      | Upphovsmän                                                          | Regi                                | Noter |
| ---- | ------------------------------------------------------------------------------- | ------------------------------------------------------------------- | ----------------------------------- | --- |
| 1926 | Dollar                                                                          | Hjalmar Bergman                                                     | John W. Brunius                     | Premiär 1 september 1926 Pauline Brunius, Hugo Björne, Margit Manstad, Erik Rosén, John W. Brunius, Ester Sahlin, Uno Henning, Rune Carlsten, Artur Cederborgh, Ragnar Billberg, Tollie Zellman, Mathias Taube Scenografi Sandro Malmquist 21 föreställningar |
| 1926 | Vad varje kvinna vet What Every Woman Knows                                     | J. M. Barrie Översättning Edvard Alkman                             | Pauline Brunius                     | Premiär 22 september 1926 Artur Cederborgh, Mathias Taube, Rune Carlsten, Pauline Brunius, Uno Henning, Karin Swanström, Renée Björling, Hugo Björne, Gösta Ericsson, Maj Hertzman-Ericson Scenografi Sandro Malmquist |
| 1926 | Svenska Sprätthöken                                                             | Carl Gyllenborg                                                     | Rune Carlsten                       | Premiär 28 september 1926 Ragnar Billberg, Hugo Björne, Mathias Taube, Renée Björling, Rune Carlsten, Ester Sahlin, Margit Manstad, Erik Rosén, Artur Cederborgh, Marga Riégo Scenografi Sandro Malmquist |
| 1926 | Sanningens pärla                                                                | Zacharias Topelius                                                  | Rune Carlsten                       | Premiär 18 oktober 1926 Mathias Taube, Constance Gibson, Inga Tidblad, Renée Björling, Margit Manstad, Marga Riégo, Ester Sahlin, John W. Brunius, Artur Cederborgh, Erik Rosén, Hugo Björne, Rune Carlsten Scenografi Sandro Malmquist |
| 1926 | Han som får örfilarna Тот, кто получает пощёчины, Tot kto palucaet posceciny    | Leonid Andrejev                                                     | Gösta Ekman                         | Premiär 21 oktober 1926 Gösta Ekman, Rune Carlsten, Tollie Zellman, John W. Brunius, Inga Tidblad, Uno Henning, Artur Cederborgh, Ragnar Billberg, Gösta Ericsson, Frithiof Bjärne, Elsa Lundquist, Anita Brodin, Maj Hertzman-Ericson, Olle Florin, Mathias Taube, Hugo Björne Scenografi och kostym Isaac Grünewald |
| 1926 | Graven under triumfbågen Le tombeau sous l'arc de Triomphe                      | Paul Raynal Översättning Gunnar Klintberg                           | Gunnar Klintberg                    | Premiär 8 november 1926 Ivan Hedqvist, Inga Tidblad, Gösta Ekman |
| 1926 | Moloch                                                                          | Erik Lindorm                                                        | John W. Brunius                     | Premiär 13 november 1926 John W. Brunius, Uno Henning, Nils Ohlin, Margit Manstad, Elisabeth Frisk, Marga Riégo, Karin Swanström, Frida Dahlskog, Tollie Zellman, Ivan Hedqvist, Ragnar Billberg, Maj Hertzman-Ericson, Elsa Lundquist, Erik Rosén, Gösta Gustafson, Gösta Ekman, Artur Cederborgh, John Ericsson |
| 1926 | Lycko-Pers resa                                                                 | August Strindberg                                                   | Rune Carlsten                       | Premiär 25 november 1926 Uno Henning, Inga Tidblad, Mathias Taube, Constance Gibson, Maj Hertzman-Ericson, Anita Brodén, Marga Riégo, Artur Cederborgh, Margit Manstad, Erik Rosén, Ragnar Billberg, Rune Carlsten, Hugo Björne, Olle Florin, Olof Brunæus, Gösta Ericsson, John W. Brunius, John Ericsson, Renée Björling, Elsa Lundquist Scenografi Sandro Malmquist |
| 1927 | Hennes sista bedrift The last of Mrs Cheyney                                    | Frederick Lonsdale Översättning Carlo Keil-Möller                   | Pauline Brunius                     | Premiär 7 januari 1927 Pauline Brunius, Constance Gibson, Rune Carlsten, Gösta Ekman, Hugo Björne, Elsa Lundquist, Renée Björling, Ester Sahlin, Karin Swanström, Ivan Hedqvist, Erik Rosén, Ragnar Billberg, Gösta Ericsson, Olle Florin Scenografi Sandro Malmquist |
| 1927 | Fiender Враги, Vragi                                                            | Michail Petrovitj Artsybasjev                                       | Rune Carlsten                       | Premiär 11 februari 1927 |
| 1927 | Så tuktas en argbigga The Taming Of The Shrew                                   | William Shakespeare Översättning Carl August Hagberg                | Gösta Ekman Johannes Poulsen        | Premiär 19 februari 1927 Mathias Taube, Nils Wahlbom, Hugo Björne, Gösta Ekman, Artur Cederborgh, Erik Rosén, Håkan Westergren, Rune Carlsten, Pauline Brunius, Renée Björling, Gösta Gustafson, John W. Brunius, Dora Söderberg, Ragnar Billberg, Ernst Brunman, Calle Flygare, Olle Florin, Sture Lagerwall, Constance Gibson, Olof Brunæus, Gösta Bergström |
| 1927 | Pecks äventyr                                                                   | Kaja Widegren                                                       | Rune Carlsten                       | Premiär 8 mars 1927 Ragnar Billberg, Artur Cederborgh, Hugo Björne, Renée Björling, Margit Manstad, Rune Carlsten Scenografi Sandro Malmquist |
| 1927 | Geografi och kärlek Geografi og kjærlighet                                      | Bjørnstjerne Bjørnson Översättning Robert von Holten                | John W. Brunius                     | Premiär 28 mars 1927 John W. Brunius, Ester Sahlin, Inga Tidblad, Renée Björling, Artur Cederborgh, Ragnar Billberg, Karin Swanström, Tollie Zellman |
| 1927 | Bättre folk The Best People                                                     | Avery Hopwood och David Gray Översättning Carlo Keil-Möller         | Pauline Brunius                     | Premiär 9 april 1927 Mathias Taube, Karin Swanström, Margit Manstad, Nils Ohlin, Ivan Hedqvist, Ragnar Billberg, Tollie Zellman, Hugo Björne, Constance Gibson, Dora Söderberg, Olle Florin Scenografi Sandro Malmquist |
| 1927 | Rika morbror                                                                    | August Blanche                                                      | Rune Carlsten                       | Premiär 21 april 1927 Scenografi Sandro Malmquist |
| 1927 | Advokaten Bolbec och hennes man Maître Bolbec et son mari                       | Georges Berr och Louis Verneuil Översättning Ernst Lundquist        | Pauline Brunius                     | Premiär 1 september 1927 Pauline Brunius, Tollie Zellman, Ester Sahlin, John W. Brunius, Håkan Westergren, Nils Wahlbom, Gösta Gustafson |
| 1927 | Dibbuk - Mellan tvenne världar Меж двух миров – Дибук, Mezh dvukh Mirov – Dibuk | S. Ansky Översättning Olga Raphael-Linden och Abraham Brody         | Robert Atkins                       | Premiär 22 september 1927 Mathias Taube, Inga Tidblad, Karin Swanström, Dora Carlsten, Elisabeth Frisk, Sture Lagerwall, Pierre Fredriksson, Gösta Gustafson, Nils Arehn, Justus Hagman, Rune Carlsten, Edvin Adolphson, Håkan Westergren, Hugo Björne, Artur Cederborgh |
| 1927 | Den första av herrarna Au Premier de Ces Messieurs                              | Yves Mirande och André Mouézy-Éon                                   | Gösta Ekman                         | Premiär 8 oktober 1927 65 föreställningar |
| 1927 | Gamla Heidelberg Alt-Heidelberg                                                 | Wilhelm Meyer-Förster                                               |                                     | Premiär 19 oktober 1927 Gösta Ekman, Inga Tidblad, John W. Brunius, Rune Carlsten, Nils Wahlbom, Artur Cederborgh, Justus Hagman |
| 1927 | Spelet om kärleken och döden Le Jeu de l'amour et de la mort                    | Romain Rolland                                                      | Rune Carlsten                       | Premiär 2 december 1927 Scenografi Manne Runsten |
| 1928 | Candida                                                                         | George Bernard Shaw Översättning Hugo Vallentin                     | Gösta Ekman                         | Premiär 5 januari 1928 Hugo Björne, Pauline Brunius, Nils Wahlbom, Ragnar Billberg, Gösta Ekman, Ester Sahlin, Doris Nelson |
| 1928 | Gustaf III                                                                      | August Strindberg                                                   | Rune Carlsten                       | Premiär 22 januari 1928 Lars Hanson, Karl-Magnus Thulstrup, Artur Cederborgh, Edvin Adolphson, Håkan Westergren, Roland Hult, Hugo Björne, Ragnar Arvedson, Nils Wahlbom, Olle Florin, Mathias Taube, Calle Flygare, Rune Carlsten, Gösta Gustafson, Justus Hagman, Sture Lagerwall, Thor Christiernsson, Britta Vieweg, Ester Sahlin, Pierre Fredriksson, Gösta Gustafson |
| 1928 | Rötmånad                                                                        | Erik Lindorm                                                        | John W. Brunius                     | Premiär 11 februari 1928 Edvin Adolphson, Inga Tidblad, Hugo Björne, Karin Swanström, Nils Wahlbom, Nils Arehn, Mathias Taube, Constance Gibson, John W. Brunius, Elsa Lundquist, Tora Tillby Scenografi Mathias Taube |
| 1928 | Daglannet                                                                       | Bjørnstjerne Bjørnson                                               | Pauline Brunius                     | Premiär 24 februari 1928 |
| 1928 | Gröna hissen Fair and Warmer                                                    | Avery Hopwood                                                       | Gösta Ekman                         | Premiär 3 mars 1928 Gösta Ekman, Tollie Zellman, Hugo Björne, Ester Sahlin, Håkan Westergren, Elsa Lundquist, Ernst Brunman, Sture Lagerwall 41 föreställningar |
| 1928 | Skandalskolan School for scandal                                                | Richard Brinsley Sheridan Översättning Gustaf Linden                | Johannes Poulsen                    | Premiär 30 mars 1928 John W. Brunius, Pauline Brunius, Inga Tidblad, Mathias Taube, Hugo Björne, Johannes Poulsen, Tollie Zellman, Karin Swanström, Rune Carlsten, Ragnar Billberg, Nils Wahlbom, Gösta Gustafson, Edvin Adolphson, Artur Cederborgh, Sture Lagerwall, Roland Hult Scenografi Karl Wiberg och Manne Runsten |
| 1928 | Broadway                                                                        | Philip Dunning och George Abbott Översättning Elsa af Trolle        | Mauritz Stiller                     | Premiär 28 april 1928 Rune Carlsten, Gösta Ekman, Karin Swanström, Inga Tidblad, Anna-Lisa Baude, Britta Vieweg, Svea Frisch-Kåge, Elisabeth Frisk, Dora Söderberg, Edvin Adolphson, Ragnar Widestedt, Ragnar Billberg, John W. Brunius, Nils Wahlbom, Carl Ström, Frithiof Bjärne, Håkan Westergren, Gösta Gustafson, Elsa Lundquist, Greta Kirschner, Artur Cederborgh Koreografi Axel Witzansky, Kostym Göta Hellström 81 föreställningar |
| 1928 | Julius Caesar                                                                   | William Shakespeare                                                 | Rune Carlsten                       | Premiär 3 maj 1928 |
| 1928 | Wien Wien Josephine                                                             |                                                                     |                                     | Premiär 19 juli 1928 Gästspel av Josephine Baker |
| 1928 | En komedi på slottet Spiel im Schloss                                           | Ferenc Molnár                                                       | Gösta Ekman                         | Premiär 6 september 1928 Tollie Zellman, Gösta Ekman, John W. Brunius, Carl Ström, Håkan Westergren, Nils Wahlbom, Ragnar Billberg, Inga Tidblad Scenografi Carl Wiberg 58 föreställningar |
| 1928 | Erasmus Montanus                                                                | Ludvig Holberg                                                      | Rune Carlsten                       | Premiär 18 oktober 1928 |
| 1928 | "Patrasket"                                                                     | Hjalmar Bergman                                                     | John W. Brunius                     | Premiär 1 november 1928 Gösta Ekman, Inga Tidblad, Tore Svennberg, Augusta Lindberg, Håkan Westergren, Mathias Taube, Tollie Zellman, Nils Wahlbom, Rune Carlsten, Carl Ström Scenografi Isaac Grünewald 40 föreställningar |
| 1928 | Alexander den store                                                             | Gustav Esmann                                                       |                                     | Premiär 23 november 1928 Nils Wahlbom, Constance Gibson, Gerda Björne, Hugo Björne, John W. Brunius, Gösta Ekman, Edla Rothgardt, Ester Sahlin, Tollie Zellman, Albert Ranft, Rune Carlsten, Artur Cederborgh, Mathias Taube, Håkan Westergren, Georgina Barcklind, Folke Walder, John Källander, Ragnar Billberg, Gösta Gustafson, Karl Karlkvist, Leopold Edin Recettföreställning för Albert Ranft |
| 1928 | Hokus-Pokus Hokuspokus                                                          | Curt Goetz Översättning Nalle Halldén                               | Gösta Ekman                         | Premiär 12 december 1928 John W. Brunius, Gösta Ekman, Ragnar Billberg, Tollie Zellman, Mathias Taube, Nils Wahlbom, Rune Carlsten, Hugo Björne, Artur Cederborgh, Britta Vieweg, Gösta Gustafson |
| 1929 | En modern hustru                                                                | W. Somerset Maugham                                                 | Pauline Brunius                     | Premiär 5 januari 1929 Scenografi Carl Wiberg 63 föreställningar |
| 1929 | Volpone                                                                         | Ben Jonson Översättning Gunnar Klintberg                            | Gunnar Klintberg                    | Premiär 22 februari 1929 Carl Ström, Gösta Ekman, Nils Wahlbom, John W. Brunius, Rune Carlsten, Inga Tidblad, Ernst Brunman, Mary von Johnstone, Mathias Taube Scenografi och kostym Isaac Grünewald 15 föreställningar |
| 1929 | Kära släkten Den kære familie                                                   | Gustav Esmann                                                       | Rune Carlsten                       | Premiär 28 februari 1929 John W. Brunius, Anna-Lisa Fröberg, Pauline Brunius, Magda Holm, Ragnar Billberg, Mathias Taube, Rune Carlsten, Gösta Ekman, Håkan Westergren, Nils Wahlbom, Artur Cederborgh, Carl Ström, Olof Brunæus, Gösta Gustafson |
| 1929 | Den svarta skjortan                                                             | Herbert Grevenius                                                   | Rune Carlsten                       | Premiär 13 april 1929 John W. Brunius, Tollie Zellman, Magda Holm, Håkan Westergren, Ragnar Billberg, Märta Hylander, Artur Cederborgh, Carl Ström, Nils Wahlbom, Gösta Gustafson, Rune Carlsten |
| 1929 | Kärlekens genvägar                                                              | J. M. Barrie                                                        | Pauline Brunius                     | Premiär 20 april 1929 |
| 1929 | Scapins rackartyg Les Fourberies de Scapin                                      | Molière                                                             | Einar Sissener                      | Premiär 8 maj 1929 |
| 1929 | Lilla cyklon                                                                    | George M. Cohan                                                     | Pauline Brunius                     | Premiär 18 maj 1929 |
| 1929 | Den kungliga familjen The Royal Family                                          | George S. Kaufman och Edna Ferber                                   | Rune Carlsten                       | Premiär 31 augusti 1929 Pauline Brunius, Karin Swanström, Inga Tidblad, Gösta Ekman, Doris Nelson, John W. Brunius, Carl Ström, Nils Wahlbom, Håkan Westergren, Hugo Björne, Constance Gibson, Sture Lagerwall 19 föreställningar |
| 1929 | Männen vid fronten Journey's end                                                | Robert Cedric Sherriff Översättning Curt Berg                       | Thomas Warner                       | Premiär 19 september 1929 Gösta Ekman, Carl Ström, Erik Berglund, Karl-Magnus Thulstrup, Ragnar Billberg, Håkan Westergren, Hugo Björne, Frithiof Bjärne, Nils Wahlbom, John W. Brunius, Sture Lagerwall 50 föreställningar |
| 1929 | Dulcie Dulcy                                                                    | George S. Kaufman och Marc Connelly Översättning Carlo Keil-Möller  | Tollie Zellman                      | Premiär 9 november 1929 Tollie Zellman, Edvin Adolphson, Håkan Westergren, John W. Brunius, Doris Nelson, Elisabeth Frisk, Nils Wahlbom, Karl-Magnus Thulstrup, Gösta Gustafson, Rune Carlsten, Frithiof Bjärne 22 föreställningar |
| 1929 | Ambrosius                                                                       | Christian Molbech                                                   | Rune Carlsten                       | Premiär 13 november 1929 |
| 1929 | Vid 37de gatan Street Scene                                                     | Elmer Rice                                                          | Svend Gade Översättning Ture Nerman | Premiär 28 november 1929 Rune Carlsten, Doris Nelson, Karin Swanström, Constance Gibson, Rune Anderson, Tollie Zellman, Gösta Gustafson, Carl Ström, Nils Wahlbom, Edvin Adolphson, Georgina Barcklind, John Ericsson, Britta Vieweg, Erik Berglund, Anna-Lisa Fröberg, Dora Söderberg, Ann-Marie Peterson, Gösta Rahm, Håkan Westergren, Inga Tidblad, Karl-Magnus Thulstrup, Aurora Åström, Ragnar Billberg, Frithiof Bjärne, Justus Hagman, Manne Göthson, Herbert Günther, Bror Hallberg, Arvid Petersén, Alli Halling, Margareta Arnoldson, Elsa Modén, Thor Christiernsson, Otto Malmberg, Hugo Lundström, Axel Lagerberg, John Wahlbom, Elisabeth Frisk, Birgit Sergelius 25 föreställningar |
| 1930 | Hans första hustru The First Mrs. Fraser                                        | St. John Greer Ervine Översättning Ellen Lundberg-Nyblom            | Pauline Brunius                     | Premiär 4 januari 1930 Hugo Björne, Pauline Brunius, Margit Manstad, Ragnar Billberg, Sture Lagerwall, Elisabeth Frisk, Carl Barcklind, Else-Brite Ågren Scenografi Carl Wiberg 40 föreställningar |
| 1930 | Gröna hissen Fair and Warmer                                                    | Avery Hopwood                                                       | Gösta Ekman                         | Premiär 5 januari 1930 Gösta Ekman, Inga Tidblad, Margit Manstad 30 föreställningar |
| 1930 | Den stora kärleken Son mari                                                     | Paul Géraldy och Robert Spitzer Översättning Gunnar Klintberg       | Gösta Ekman                         | Premiär 14 februari 1930 Erik Berglund, Karin Molander, Gösta Ekman, Karin Swanström, Inga Tidblad, Thor Christiernsson, Margareta Arnoldson |
| 1930 | Henrik VIII Henry VIII                                                          | William Shakespeare                                                 | Thomas Warner                       | Premiär 7 mars 1930 Rune Carlsten, Pauline Brunius, Gösta Ekman, Edvin Adolphson, Inga Tidblad, Carl Ström, John W. Brunius, Erik Berglund, Hugo Björne, Håkan Westergren, Thor Christiernsson, Nils Wahlbom, Ragnar Billberg, Wictor Hagman, Erland Colliander, Constance Gibson, Dora Söderberg, Albert Ståhl, Gösta Gustafson, Axel Lagerberg, Karl-Magnus Thulstrup, Håkan Jahnberg, Manne Göthson, Valdemar Bentzen, Tom Walter |
| 1930 | En liten olycka Little accident                                                 | Floyd Dell och Thomas Mitchell                                      | Gösta Ekman                         | Premiär 22 mars 1930 Erik Berglund, Doris Nelson, Gösta Ekman, Britta Vieweg, Marianne Löfgren, Håkan Westergren, Margit Manstad, Dora Söderberg, Rune Carlsten, John W. Brunius, Edvin Adolphson, Louise Wahlberg, Karin Swanström, Constance Gibson, Stina Berg, Inga Tidblad, Margareta Arnoldson, Alli Halling, Else-Brite Ågren |
| 1930 | Trions bröllop                                                                  | Sigfrid Siwertz                                                     | John W. Brunius                     | Premiär 17 april 1930 Erik Berglund, Hugo Björne, John W. Brunius, Gösta Ekman, Inga Tidblad, Håkan Westergren, Sture Lagerwall, Margit Manstad, Britta Vieweg, Hilda Castegren Scenografi Karl Wiberg |
| 1930 | Äventyr på fotvandringen Eventyr paa Fodrejsen                                  | Jens Christian Hostrup                                              | Rune Carlsten                       | Premiär 28 april 1930 Hugo Björne, Dora Söderberg, Margit Manstad, Rune Carlsten, Erik Berglund, Constance Gibson, Ragnar Billberg, Håkan Westergren, Carl Ström, Gösta Gustafson |
| 1930 | Bruden The Bride                                                                | Stuart Oliver och George M. Middleton Översättning Ragnar Widestedt | Rune Carlsten                       | Premiär 17 maj 1930 Karin Swanström, Erik Berglund, Gösta Cederlund, Tollie Zellman, Rune Carlsten, Carl Ström, Frithiof Bjärne, Ragnar Widestedt, Hugo Björne |
| 1930 | Kära släkten Den kære familie                                                   | Gustav Esmann                                                       | Rune Carlsten                       | Premiär 19 augusti 1930 John W. Brunius, Anna-Lisa Fröberg, Pauline Brunius, Signhild Björkman, Sture Lagerwall, Hugo Björne, Rune Carlsten, Gösta Ekman, Håkan Westergren, Nils Wahlbom, Carl Ström, Gösta Gustafson |
| 1930 | Broadway                                                                        | Philip Dunning och George Abbott                                    | Mauritz Stiller                     | Premiär 25 augusti 1930 |
| 1930 | Farmors revolution                                                              | Jens Locher Översättning Rune Carlsten                              | Pauline Brunius                     | Premiär 6 september 1930 Karin Swanström, Pauline Brunius, Margit Manstad, Hugo Björne, Inga Tidblad, Uno Henning, Signhild Björkman, Erik Berglund, Britta Vieweg, Sven Sandegren, Carl Ström, Sture Lagerwall, Gucken Cederborg, Nils Wahlbom, Constance Gibson, Dora Söderberg, Else-Brite Ågren, Sigge Fürst Scenografi Carl Wiberg |
| 1930 | Gustaf Vasa                                                                     | August Strindberg                                                   | Gunnar Klintberg                    | Premiär 26 september 1930 Carl Ström, Gösta Ekman, Gösta Gustafson, Britta Vieweg, Karin Swanström, Uno Henning, Hugo Björne, Håkan Westergren, Erik Rosén, Nils Wahlbom, Frithiof Bjärne, Sigge Fürst, Edvin Adolphson, Erik Berglund, Constance Gibson, Margit Manstad, Marianne Löfgren, Leo Cassberg, Sven Sandegren, Inga Tidblad, John W. Brunius, Thor Christiernsson, Dora Söderberg, Sture Lagerwall Scenografi Carl Wiberg |
| 1930 | En tjuvkomedi                                                                   | Berndt Carlberg                                                     | Gösta Ekman                         | Premiär 11 oktober 1930 Gösta Ekman, John W. Brunius, Marianne Löfgren, Margit Manstad, Uno Henning, Håkan Westergren, Sture Lagerwall, Hugo Björne, Nils Wahlbom, Gösta Gustafson, Carl Ström, Sigge Fürst Scenografi Svend A. Thoresen 1 föreställning |
| 1930 | 18 år Young Woodley                                                             | John Van Druten Översättning Palle Brunius                          | Pauline Brunius                     | Premiär 18 oktober 1930 Sture Lagerwall, Inga Tidblad, Carl Ström, Palle Brunius, Håkan Westergren, Erik Berglund, Sven Sandegren, Rune Andersson, Margareta Arnoldsson Scenografi Carl Wiberg |
| 1930 | Mordet i andra våningen Murder on the Second Floor                              | Frank Vosper                                                        | John W. Brunius                     | Premiär 8 november 1930 Karin Swanström, John W. Brunius, Marianne Löfgren, Uno Henning, Erik Berglund, Gerda Björne, Signhild Björkman, Carl Ström, Håkan Westergren, Sigge Fürst Scenografi Carl Wiberg |
| 1930 | Nyckelromanen                                                                   | Ragnar Josephson                                                    | Erik Berglund                       | Premiär 22 november 1930 Erik Berglund, Ellen Appelberg, Britta Vieweg, Sture Lagerwall, Håkan Westergren, Gösta Ekman, Edvin Adolphson, Ragnar Klange, Carl Ström, John W. Brunius, Constance Gibson, Nils Wahlbom, Gösta Gustafson Scenografi Carl Wiberg |
| 1930 | En herrgårdssägen                                                               | Selma Lagerlöf                                                      | Einar Fröberg                       | Premiär 9 december 1930 Einar Axelsson, Fritiof Billquist, Inga Tidblad, Carl Ström, Tora Fröberg, Dora Söderberg, Nils Wahlbom, Sonja Claesson Flyttad till Mindre Teatern |
| 1930 | En herre i frack The man in dress clothes                                       | Seymour Hicks                                                       | Nils Johannisson                    | Premiär 29 december 1930 |
| 1931 | Kjolvägen Petticoat influence                                                   | Neil Grant                                                          | Pauline Brunius                     | Premiär 10 januari 1931 |
| 1931 | Så tuktas en argbigga The Taming Of The Shrew                                   | William Shakespeare                                                 | Henry Hellssen                      | Premiär 23 januari 1931 |
| 1931 | Kring drottningen                                                               | Brita von Horn                                                      | Gunnar Klintberg                    | Premiär 10 februari 1931 Scenografi Carl Wiberg 12 föreställningar |
| 1931 | Bättre folk The Best People                                                     | Avery Hopwood och David Gray                                        | Pauline Brunius                     | Premiär 21 februari 1931 |
| 1931 | Det svaga könet Le sex faible                                                   | Édouard Bourdet                                                     | Max Reinhardt                       | Premiär 10 mars 1931 Inga Tidblad, Karin Swanström, Pauline Brunius, Erik Berglund, Uno Henning, Håkan Westergren, Hugo Björne, Edvin Adolphson, Elsa Lundquist, Elisabeth Frisk, Olga Andersson, Britta Vieweg Scenografi Ernst Schutte 64 föreställningar |
| 1931 | En folkets fiende En Folkefiende                                                | Henrik Ibsen                                                        | Rune Carlsten                       | Premiär 30 mars 1931 |
| 1931 | Karlavagnen Lazarus                                                             | Tor Hedberg Carl Gandrup                                            | Rune Carlsten                       | Premiär 23 april 1931 |
| 1931 | Ett vågat påhitt                                                                | Laurence E. Johnson                                                 | John W. Brunius                     | Premiär 15 maj 1931 |
| 1931 | Parisrevy                                                                       |                                                                     |                                     | Premiär 15 maj 1931 Gästspel från Mistinguetts revysällskap från Paris |
| 1931 | När sjunger kanariefågeln? Canaries sometimes sing                              | Frederick Lonsdale                                                  | Johan Hauge                         | Premiär 25 maj 1931 Gästspel från Det Nye Teater, Oslo |
| 1931 | Statister                                                                       | Richard Duschinsky                                                  | Svend Gade                          | Premiär 30 maj 1931 |
| 1931 | 9 till 6 Nine till six                                                          | Aimée Stuart och Philip Stuart                                      | Pauline Brunius                     | Premiär 19 september 1931 Pauline Brunius, Karin Swanström, Doris Nelson, Dora Söderberg, Mimi Pollak, Elsa Lundquist, Karin Carlson, Anna-Lisa Baude Scenografi Moje Åslund 30 föreställningar |
| 1931 | Supé Ett tu tre Egy, kettő, három                                               | Ferenc Molnár                                                       | Bjørn Bjørnson                      | Premiär 10 oktober 1931 50 föreställningar |
| 1931 | Jeppe på berget Jeppe paa Bierget                                               | Ludvig Holberg                                                      | Rune Carlsten                       | Premiär 15 oktober 1931 |
| 1931 | Vildanden                                                                       | Henrik Ibsen                                                        | Rune Carlsten                       | Premiär 26 november 1931 |
| 1931 | Du skall säga nej                                                               | August Brunius                                                      | John W. Brunius                     | Premiär 27 november 1931 |
| 1931 | Mozart                                                                          | Sacha Guitry och Reynaldo Hahn Översättning Guido Valentin          | Ragnar Hyltén-Cavallius             | Premiär 6 december 1931 Pauline Brunius, Edvin Adolphson, Mimi Pollak, Håkan Westergren, Jenny Hasselquist, Kai Reiners, Nils Lundell, Annalisa Ericson Dirigent Hjalmar Meissner, Dekor John Ericsson, Koreografi Helga Witzansky |
| 1931 | Peter Pan                                                                       | J. M. Barrie                                                        | Palle Brunius                       | Premiär 17 december 1931 Scenografi Einar Nerman 22 föreställningar |
| 1932 | En gentleman? A man in possession                                               | H.M. Harwood                                                        | Pauline Brunius                     | Premiär 9 januari 1932 |
| 1932 | Fanny                                                                           | Marcel Pagnol Översättning Erik Berglund                            | Pauline Brunius                     | Premiär 6 februari 1932 Carl Barcklind, Edvin Adolphson, Karin Swanström, Inga Tidblad, Doris Nelson, Rune Carlsten, Georg Blomstedt, Nils Wahlbom, Håkan Westergren, Nils Lundell, Hugo Björne, Gösta Gustafson, Björn Berglund, Sigge Fürst |
| 1932 | Hjältar Arms and the man                                                        | George Bernard Shaw                                                 | John W. Brunius                     | Premiär 5 mars 1932 Elsa Lundquist, Doris Nelson, Karin Carlson, Björn Berglund, Håkan Westergren, John W. Brunius, Nils Wahlbom, Sigge Fürst Scenografi Moje Åslund |
| 1932 | Juvelstölden Ekszerrablás a Váci-uccában                                        | Ladislas Fodor                                                      | Nils Johannisson                    | Premiär 12 mars 1932 Åke Ohberg, Elsa Lundquist, Mimi Pollak, Erik Berglund, Hugo Björne, Rune Carlsten, Nils Wahlbom, Sigge Fürst |
| 1932 | Bättre folk                                                                     | Avery Hopwood och David Gray                                        | Pauline Brunius                     | Premiär 17 mars 1932 |
| 1932 | Kära släkten Den kære familie                                                   | Gustav Esmann                                                       | Rune Carlsten                       | Premiär 4 april 1932 |
| 1932 | Violen från Montmartre                                                          | Emmerich Kálmán, Julius Brammer och Alfred Grünwald                 | Karl Kinch                          | Premiär 1 maj 1932 Scenografi Poul Kanneworff |

## Axel Hjalmar Lundholms regim
| År   | Produktion                                                       | Upphovsmän                                                                    | Regi                         | Noter |
| ---- | ---------------------------------------------------------------- | ----------------------------------------------------------------------------- | ---------------------------- | --- |
| 1932 | Ökensången The Desert Song                                       | Oscar Hammerstein, Otto Harbach, Frank Mandel och Sigmund Romberg             | Nils Johannisson             | Premiär 2 september 1932 Folke Andersson, Oscar Åberg, Gunnar Bohman, Gösta Lycke, Lars Egge, Margit Rosengren, Harald Svensson, Adolf Jahr, Greta Söderberg, Karen Brandstrup, Mary Hannikainen, Claes Göran Stenhammar, Annalisa Ericson Koreografi Holger Bjerre 164 föreställningar |
| 1933 | De tre musketörerna Die drei Musketiere                          | Rudolf Schanzer, Ernst Welisch och Ralph Benatzky Översättning Arvid Petersén | Nils Johannisson             | Premiär 20 januari 1933 Hilde Nyblom, Eric Smidt, Olof Sandborg, Greta Söderberg, Harald Svensson, Marie Levin, Karl Hellgren, Adolf Niska, Adolf Jahr, Margit Rosengren, Eric Gustafson, Edla Rothgardt, Maritta Marke, Gösta Lycke, Hugo Jacobson, Astrid Lindgren, Folke Andersson, Valborg Svensson, Axel Lagerberg, Oscar Åberg, Gösta Ericsson, Toni Bau, Harry Jansson, Harry Rydberg, Greta Ahlqvist, Margit Hagman, Olof Wasberg, Carl-Fredrik Leckström Koreografi Holger Bjerre, Scenografi Bertil Damm, Kostym Gueye Rolf 77 föreställningar |
| 1933 | Lycka på resan!                                                  | Max Bertusch, Kurt Schwabach och Eduard Künneke                               | Nils Johannisson             | Premiär 31 mars 1933 |
| 1933 | Leendets land                                                    | Franz Lehár, Ludwig Herzer och Fritz Löhner                                   | Gösta Ekman                  | Premiär 17 april 1933 |
| 1933 | Nymånen The new moon                                             | Oscar Hammerstein, Laurence Schwab, Frank Mandel och Sigmund Romberg          | Harry Stangenberg            | Premiär 25 september 1933 Gösta Lycke, Margit Rosengren, Annalisa Ericson, Maritta Marke, Lars Egge, Adolf Jahr, Folke Andersson, Erik Rosén, Elvin Ottoson, Greta Söderberg, Hilde Nyblom Dirigent Håkan von Eichwald, Koreografi Axel Witzansky, Scenografi Harald Garmland, Kostym Gueye Rolf 86 föreställningar |
| 1933 | Ökensången                                                       | Oscar Hammerstein, Otto Harbach, Frank Mandel och Sigmund Romberg             | Nils Johannisson             | Premiär 27 december 1933 |
| 1934 | Bal på Savoy Bal im Savoy                                        | Alfred Grünwald, Fritz Löhner-Beda och Paul Abraham                           | Gösta Ekman Nils Johannisson | Premiär 1 januari 1934 Scenografi Georg Magnusson 40 föreställningar |
| 1934 | Djävulsryttaren                                                  | Rudolf Schanzer, Ernst Welisch och Emmerich Kálmán                            | Nils Johannisson             | Premiär 10 februari 1934 46 föreställningar |
| 1934 | Paganini                                                         | Franz Lehár, Paul Knepler och Béla Jenbach                                    | Harry Stangenberg            | Premiär 28 mars 1934 Margit Rosengren, Elvin Ottoson, David Stockman, Eric Gustafson, Oscar Åberg, Adolf Jahr, Maritta Marke, Greta Söderberg, Annalisa Ericson, Carl Winther, Olof Wasberg, Erik Landberg, Gunnar Collin, Gösta Lycke, Carl-Fredrik Leckström, Arvid Petersén, Axel Lagerberg, Tor Wallén Scenografi John Jon-And och Harald Garmland 33 föreställningar |
| 1934 | Tre små flickor                                                  | Hermann Feiner, Bruno Hardt-Warden och Walter Kollo                           | Nils Johannisson             | Premiär 1 maj 1934 |
| 1934 | Leka med elden                                                   | August Strindberg                                                             | Sandro Malmquist             | Premiär 6 augusti 1934 Eva Malmquist, Börje Mellvig, Georg Fernquist, Karl-Arne Holmsten |
| 1934 | Det framtvingade giftermålet Le Mariage forcé                    | Moliére                                                                       | Sandro Malmquist             | Premiär 6 augusti 1934 Börje Mellvig |
| 1934 | Lilla helgonet Mam'zelle Nitouche                                | Hervé, Henri Meilhac och Albert Millaud                                       | Nils Johannisson             | Premiär 31 augusti 1934 Ingalill Söderman, Anna Olin, Erik Andersson, Maritta Marke, Annalisa Ericson, Gösta Kjellertz, Harald Svensson, Elvin Ottoson, Tage Almqvist, Gösta Lycke, Gurli Holm, Elvin Ottoson, Gunnar Collin Koreografi Axel Witzansky 17 föreställningar |
| 1934 | Jungfruburen Das Dreimäderlhaus                                  | Alfred Maria Willner, Heinz Reichert, Franz Schubert och Heinrich Berté       | Nils Johannisson             | Premiär 15 september 1934 Ragnar Hultén, Adolf Jahr, Gösta Kjellertz, Claes Göran Stenhammar, Harald Svensson, Gösta Lycke, Anna Norrie, Maritta Marke, Annalisa Ericson, Ingalill Söderman, Oscar Åberg, Elvin Ottoson, Stina Seelig, Tage Almqvist, Gunnar Collin Koreografi Axel Witzansky 25 föreställningar |
| 1934 | En kvinna som vet vad hon vill Eine Frau, die weiß, was sie will | Louis Verneuil, Alfred Grünwald och Oscar Straus                              | Nils Johannisson             | Premiär 5 oktober 1934 Zarah Leander, Åke Ohberg, Arnold Sjöstrand, Ragnar Arvedson, Harald Svensson, Eric Gustafson, Elvin Ottoson, Gösta Lycke, Annalisa Ericson, Maritta Marke, Stina Seelig Koreografi Axel Witzansky, Scenografi Poul Kanneworff 29 föreställningar |
| 1934 | Furstinnan Jadja Venus in Seide                                  | Alfred Grünwald, Ludwig Herzer och Robert Stolz                               | Nils Johannisson             | Premiär 26 oktober 1934 Scenografi Poul Kanneworff 36 föreställningar |
| 1934 | Blå lyktan                                                       | Imre Harmath, Ladislaus Szilagyi och Nikolaus Brodszky                        | Lars Egge                    | Premiär 30 november 1934 Scenografi Harald Garmland 24 föreställningar |
| 1935 | Maya                                                             | Imre Harmath, Rudolf Schanzer, Ernst Welisch och Szabolcs Fényes              | Nils Johannisson             | Premiär 25 januari 1935 Margit Rosengren, Maritta Marke, Annalisa Ericson, Margareta Högfors, Lars Egge, Adolf Jahr, Nils Ericson, Gösta Lycke, Arnold Sjöstrand, Theodor Berthels, Harald Wehlnor Scenografi Sigfrid Sebba 45 föreställningar |
| 1935 | Casanova                                                         | Johann Strauss den yngre och Ralph Benatzky                                   | Harry Stangenberg            | Premiär 22 mars 1935 |
| 1935 | Vita hästen                                                      | Hans Müller och Ralph Benatzky                                                | Max Hansen                   | Premiär 20 september 1935 Scenografi Walter Koschnitzki 210 föreställningar |
| 1935 | Ökensången The desert song                                       | Oscar Hammerstein, Otto Harbach, Frank Mandel och Sigmund Romberg             | Nils Johannisson             | Premiär 26 december 1935 |
| 1936 | Zigenarprimas                                                    | Julius Wilhelm, Fritz Grünbaum och Emmerich Kálmán                            | Max Hansen                   | Premiär 22 februari 1936 |
| 1936 | Ut i det blå                                                     | Bert Reisfeld och Rolf Marbot                                                 |                              | Premiär 28 mars 1936 Gästspel från Centralteatret, Oslo |
| 1936 | Oh, du milde Antonius                                            | A Fenclo, Georg Brada och Jara Beneš                                          | Carl Johannesson Karl Kinch  | Premiär 18 september 1936 Thor Modéen, Annalisa Ericson, Ruth Moberg, Birgit Kronström, Björn Forsell, Karl-Magnus Thulstrup, Leif Amble-Naess, Carl-Gunnar Wingård Dirigent Ernst Hauke, Scenografi Felix Smetana 14 föreställningar |
| 1936 | Geishan The Geisha, a story of a tea house                       | Owen Hall och Sidney Jones                                                    | Karl Kinch                   | Premiär 27 oktober 1936 Scenografi Georg Magnusson 64 föreställningar |
| 1937 | Jill Darling                                                     | Marriott Edgar och Vivian Ellis                                               | Karl Kinch                   | Premiär 1 januari 1937 Ulla Sorbon, Nils Ericson, Birgit Kronström, Gösta Lycke, Karl Kinch, Margit Rosengren, Katie Rolfsen, Christian Schröder, Carl-Gunnar Wingård, Nils Dahlgren, Karl-Magnus Thulstrup, Gunnar Collin Koreografi Nina Starace, Dirigent Ernst Hauke 19 föreställningar |
| 1937 | Glada änkan Die lustige Witwe                                    | Franz Lehár, Victor Léon och Leo Stein                                        |                              | Premiär 28 januari 1937 |
| 1937 | Jean                                                             | Ladislaus Bus-Fekete                                                          | Gustaf Molander              | Premiär 2 mars 1937 Edvin Adolphson, Ingrid Bergman |
| 1938 | George and Margaret                                              | Gerald Savory Översättning Elsa af Trolle                                     | Edvin Adolphson              | Premiär 25 februari 1938 Erik Berglund, Gull Natorp, Edvin Adolphson, Birgit Tengroth, Sture Lagerwall, Åke Ohberg, Karin Kavli, Tollie Zellman Scenografi Elias Johansson 25 föreställningar |
| 1938 | Leendets land                                                    | Franz Lehár, Ludwig Herzer och Fritz Löhner                                   | Harry Bergvall               | Premiär 24 mars 1938 |

## Ernst Eklunds regim
| År   | Produktion                                    | Upphovsmän                                           | Regi             | Noter |
| ---- | --------------------------------------------- | ---------------------------------------------------- | ---------------- | --- |
| 1938 | Tolvskillingsoperan Die Dreigroschenoper      | Bertolt Brecht och Kurt Weill                        | Ernst Eklund     | Premiär 8 oktober 1938 Erik Rosén, Viran Rydkvist, Alice Eklund, Ernst Eklund, Artur Cederborgh, Eva-Lisa Lennartsson, Naemi Briese, Einar Axelsson, Nils Lundell, Tord Stål, Sven Peterson, Tom Walter, Hartwig Fock, Gösta Terserus, Valborg Svensson, Maud Walter, Inga-Britt Karlsson, Keth Hårleman, Rose-Marie Lidholm, Gunnar Björnstrand, Oscar Heurlin, Bertil Ehrenmark, John Sandling Scenografi Manne Runsten 56 föreställningar |
| 1938 | Trojanska kriget blir inte av                 | Jean Giraudoux                                       | Ernst Eklund     | Premiär 23 november 1938 Scenografi Georg Magnusson 21 föreställningar |
| 1938 | Prinsessan Törnrosa                           | Zacharias Topelius                                   | Gösta Terserus   | Premiär 7 december 1938 92 föreställningar |
| 1939 | Min fru från Paris                            | Jacques Deval                                        | Ernst Eklund     | Premiär 5 januari 1939 |
| 1939 | Henrik och Pernilla Henrik og Pernille        | Ludvig Holberg                                       | Arne Lydén       | Premiär 23 februari 1939 Einar Axelsson, Tord Stål, Hartwig Fock, Ingrid Envall, Inga-Bodil Vetterlund, Inga-Lill Åhström, Erik Rosén, Gunnar Björnstrand, Bertil Ehrenmark Scenografi Elias Johansson |
| 1939 | Pricken                                       | Svend Rindom                                         | Svend Rindom     | Premiär 23 mars 1939 |
| 1939 | Bland bålde riddersmän When knights were bold | Harriet Jay                                          | Erik Rosén       | Premiär 10 maj 1939 |
| 1939 | Celeber skilsmässa Counsel's opinion          | Gilbert Wakefield                                    | Ernst Eklund     | Premiär 16 september 1939 |
| 1939 | Kärlek och guldfeber                          | Gideon Wahlberg                                      |                  | Premiär 1 oktober 1939 |
| 1939 | Madame Sans Gêne                              | Victorien Sardou och Émile Moreau                    | Olof Molander    | Premiär 28 oktober 1939 Scenografi Arne Åkermark 70 föreställningar |
| 1939 | Livet på landet                               | Peter Fristrup                                       | Gösta Terserus   | Premiär 8 november 1939 |
| 1940 | Trettio sekunder kärlek                       | Aldo De Benedetti                                    | Ernst Eklund     | Premiär 13 januari 1940 |
| 1940 | Din nästas fästmö Just married                | Adelaide Matthews och Anne Nichols                   | Ernst Eklund     | Premiär 10 februari 1940 60 föreställningar |
| 1940 | Fröken kyrkråtta                              | Ladislas Fodor och Ludvig Schinseder                 | Ernst Eklund     | Premiär 13 april 1940 Signe Hasso, Ernst Eklund, George Fant, Einar Axelsson, Lill-Tollie Zellman, Carl-Gunnar Wingård, Tord Stål, Axel Lindberg Scenografi Elias Johansson |
| 1940 | Susan älskar alla Susan and God               | Rachel Crothers                                      | Ernst Eklund     | Premiär 11 september 1940 Scenografi Manne Runsten 30 föreställningar |
| 1940 | Så tuktas en argbigga The taming of the shrew | William Shakespeare Översättning Carl August Hagberg | Sandro Malmquist | Premiär 12 oktober 1940 Carl-Gunnar Wingård, Knut Pehrson, Folke Hamrin, Edvin Adolphson, Gunnar Björnstrand, Björn Berglund, Tord Stål, Helge Hagerman, Hugo Jacobson, Alice Eklund, Ingela Lundstedt, Stina Ståhle, Otto Malmberg, Severin Norrlén, Bertil Ehrenmark, Ernst Wellton, Vincent Jonasson, Georg Skarstedt, Nils Kihlberg Scenografi Sandro Malmquist 62 föreställningar                                                       |
| 1940 | Älskar du mig?                                | Arthur Macrae                                        | Ernst Eklund     | Premiär 14 december 1940 43 föreställningar |
| 1941 | Portiern på Maxim                             | Gustave Quinson och Yves Mirande                     |                  | Premiär 1 februari 1941 44 föreställningar |
| 1941 | Egelykke                                      | Kaj Munk                                             | Ernst Eklund     | Premiär 19 mars 1941 Scenografi Harald Garmland 55 föreställningar |

## Gustav Wallys regim
| År   | Produktion                                     | Upphovsmän                                                         | Regi               | Noter |
| ---- | ---------------------------------------------- | ------------------------------------------------------------------ | ------------------ | --- |
| 1941 | Wallyrevyn                                     |                                                                    | Gustav Wally       | Premiär 10 oktober 1941 Thor Modéen, Rut Holm, Greta Bjerke, Eric Abrahamsson, Nils Poppe, Carl Reinholdz, Marianne Löfgren, Stina Sorbon, Lillian Helle-Broe, Gustav Wally Scenografi Gunnar Tandberg 125 föreställningar |
| 1942 | Blåjackor Boys in Blue                         | Lajos Lajtai, André Barde och Lauri Wylie Översättning S.S. Wilson | Leif Amble-Naess   | Premiär 20 februari 1942 Margit Rosengren, Sven-Olof Sandberg, Tollie Zellman, Nils Poppe, Annalisa Ericson, Gaby Stenberg, Rutger Nygren, Maritta Marke, Mary Gräber, Vera Valdor, Gustav Wally, Tutte Lemkow, Arne Lindblad Koreografi George Gé, Scenografi och kostym Gunnar Tandberg 73 föreställningar |
| 1942 | Teaterbåten Show Boat                          | Jerome Kern, Oscar Hammerstein, P.G. Wodehouse                     | Leif Amble-Naess   | Premiär 18 september 1942 Margit Rosengren, Gösta Kjellertz, Carl Hagman, Hjördis Petterson, Nils Poppe, Annalisa Ericson, Margit Manstad, Kotti Chave, Maritta Marke, Rodja Persidsky, Mary Gräber, Harald Svensson, Lillian Helle-Broe, Gustav Wally Koreografi George Gé, Scenografi och kostym Gunnar Tandberg 155 föreställningar |
| 1943 | Roberta                                        | Jerome Kern och Otto Harbach                                       | Leif Amble-Naess   | Premiär 5 mars 1943 Margit Manstad, Gösta Kjellertz, Anna-Lisa Ericson, Nils Poppe, Hjördis Petterson, Maritta Marke, Mary Gräber, Gunnar Hillgren, Lillian Helle-Broe, Gustav Wally, Liane Linden, Eivor Engelbrektsson, Eric Gustafson Koreografi George Gé, Scenografi och kostym Gunnar Tandberg |
| 1943 | Månen ha gått ned The Moon is Down             | John Steinbeck                                                     | Harry Roeck-Hansen | Premiär 6 april 1943 Flyttad från Blancheteatern |
| 1943 | Arsenik och gamla spetsar Arsenic and Old Lace | Joseph Kesselring Översättning Lars-Levi Læstadius                 | Torsten Hammarén   | Premiär 30 april 1943 Kolbjörn Knudsen, Thorbjörn Lindwall, Lauritz Falk, Hjördis Petterson, Gull Natorp, David Erikson, Christina Sorbon, Harry Ahlin, Albert Ståhl, Olle Hilding, Gunnar Björnstrand, Sten Hedlund, Harry Philipson, Folke Åström 46 föreställningar |
| 1943 | Tre valser Drei Walzer                         | Oscar Straus, Paul Knepler och Armin Robinson                      | Leif Amble-Naess   | Premiär 22 september 1943 |
| 1944 | Gasljus Gas Light                              | Patrick Hamilton                                                   | Olof Molander      | Premiär 23 mars 1944 Georg Rydeberg, Karin Ekelund, Erik Rosén, Hanny Schedin, Birgitta Arman |
| 1944 | Arsenik och gamla spetsar Arsenic and Old Lace | Joseph Kesselring Översättning Lars-Levi Læstadius                 | Hasse Ekman        | Premiär 5 april 1944 Hasse Ekman, Gull Natorp, Signe Wirff, Sigge Fürst, Christina Sorbon, Arne Lindblad, Rune Halvarsson, David Erikson, Tord Stål, Sten Hedlund Flyttad till Odeonteatern |
| 1944 | Livet är ju härligt The Time of Your Life      | William Saroyan                                                    | Per Knutzon        | Premiär 29 april 1944 Lauritz Falk, Sonja Wigert, Nils Poppe, Benkt-Åke Benktsson, Ludde Gentzel, Ingrid Borthen, Anders Ek, Åke Stenberg, Carl Reinholdz, Carl Ström, Elsie Albiin, Bengt Ekerot, Börje Mellvig, Maj-Britt Håkansson, Stig Olin, Sif Ruud, Willie Sjöberg, Anna-Stina Wåglund, Sten Hedlund, Sture Ericson, Wiktor ”Kulörten” Andersson Scenografi Sigvard Bernadotte 22 föreställningar                                                                                  |
| 1944 | Serenad                                        | Staffan Tjerneld och Lajos Lajtai                                  | Leif Amble-Naess   | Premiär 21 september 1944 Tollie Zellman, Ulla Sallert, Georg Funkquist, Gustav Wally, Karin Kavli, Gösta Kjellertz, Åke Söderblom, Annalisa Ericson, Calle Hagman, Eric von Gegerfelt, Rodja Persidsky, Harald Svensson, Helge Andersson, Harry Björklund, Oskar Sjöberg, Mary Gräber, Börge Krüger, May Sandart, Mary Haydn, Topsy Håkansson, Maria Zemitis, Willy Tjernberg, Sven Lindkvist, Sune Lenár Koreografi George Gé, Scenografi och kostym Harald Garmland 218 föreställningar |
| 1945 | Läderlappen Die Fledermaus                     | Johann Strauss den yngre                                           | Sam Besekow        | Premiär 22 september 1945 Scenografi Harald Garmland |
| 1946 | Ett lysande elände, revy                       | Karl Gerhard                                                       | Hasse Ekman        | Premiär 1 mars 1946 Karl Gerhard, Ulla Sallert, Douglas Håge, Dagmar Olsson, Hjördis Petterson, Carl Hagman, Egon Larsson, Gustav Wally, Carina Portnow, Mary Gräber, Mary Haydn, Topsy Håkansson Koreografi George Gé, Scenografi Harald Garmland 64 föreställningar |
| 1946 | Balettafton                                    |                                                                    |                    | Premiär 29 maj 1946 Gästspel av Joossbaletten |
| 1946 | Eskapad                                        | Lajos Lajtai och Staffan Tjerneld                                  | William Mollison   | Premiär 25 september 1946 Ulla Sallert, Gösta Kjellertz, Egon Larsson, Inga Brink, Carina Portnow, Olav Gerthel, Gustav Wally, Erik Berglund, Tollie Zellman, Carl Hagman, Vincent Jonasson, Buster S:t George, Ernst Wellton, Mary Gräber, Bertil Norström, Gerda Bohman Koreografi George Gé och Buster S:t George, Scenografi Harald Garmland 88 föreställningar |
| 1947 | Trivsel-Sverige                                | Karl Gerhard                                                       | Gösta Terserus     | Premiär 7 februari 1947 Koreografi George Gé, Scenografi Herman Krehan-Crayon 64 föreställningar |
| 1947 | Tom Arnolds Is-revy                            |                                                                    | Gerald Palmer      | Premiär 18 april 1947 Koreografi Beatrice Livesey, Scenografi Charles Reading, Kostym George Prince 170 föreställningar |

## Sandrews regim
| År         | Produktion                                                                                                  | Upphovsmän | Regi                                     | Noter |
| ---------- | --- | --- | ---------------------------------------- | --- |
| 1947       | Cyrano de Bergerac                                                                                          | Edmond Rostand Översättning Harald Molander                                                                        | Sandro Malmquist                         | Premiär 9 september 1947 Edvin Adolphson, Åke Engfeldt, Gunnar Sjöberg, Erik Rosén, Nils Kihlberg, Mac Hertzman-Ericson, Gösta Prüzelius, Erik Berglund, Erland Colliander, John Melin, Erik Liebel, Bo Lindström, Bo Hederström, Erik Molin, Ernst Brunman, Hartwig Fock, Sven Göran Alw, Birgit Tengroth, Margot Ryding, Barbro Fleege, Sif Ruud, Inga Bucht Scenografi Sandro Malmquist 36 föreställningar |
| 1947       | Don Quijote                                                                                                 | Léon Minkus | Marius Petipa koreografi                 | Premiär 17 oktober 1947 Sten-Gunnar Wennerberg, Vincent Jonasson, Maria Strömberg, Bruno Ozolins, Elsa-Marianne von Rosen, John Ivar Deckner, Eva Hemming, Per-Arne Qvarsebo, Anna Mari Qvarsebo, Mary Grönroos, Laila Jokimo, Ingeborg Bergius, Birgit Boman Dansinstudering Albert Kozlovsky |
| 1947       | Brigadoon                                                                                                   | Alan Jay Lerner och Frederick Loewe Översättning Eva Tisell                                                        | Per-Axel Branner                         | Premiär 5 november 1947 Lauritz Falk, Sture Lagerwall, Sten Lindgren, Ingrid Eksell, Ulla Andreasson, Hilding Gavle, Marguerite Hesse, Börje Nilsson, Vincent Jonasson, John Melin, Nils Kihlberg, Bo Lindström, Sten-Gunnar Wennerberg, Agneta Lagerfeldt, Palle Granditsky Koreografi Albert Kozlovsky, Scenografi Mille Peterson, Kostym Alvar Granström 62 föreställningar |
| 1948       | Ökensången The desert song                                                                                  | Oscar Hammerstein, Otto Harbach, Frank Mandel och Sigmund Romberg                                                  |                                          | Premiär 30 januari 1948 Scenografi Mille Peterson 83 föreställningar |
| 1948       | De fyra små                                                                                                 | Georges Roland |                                          | Premiär 1 maj 1948 Scenografi Julius Rolander 83 föreställningar |
| 1948       | Vita hästen Im weißen Rößl                                                                                  | Hans Müller och Ralph Benatzky Bearbetning Kar de Mumma och Karl-Ewert                                             | Max Hansen                               | Premiär 17 september 1948 Gurli Lemon-Bernhard, Max Hansen, Viveca Serlachius, Lauritz Falk, Knut Lindroth, Hasse Funck, Christian Schröder, Inga Brink, Carl-Gunnar Wingård, Georg Fernquist, Ernst Brunman, Gösta Lycke, John Melin, Arne Andersson, Gunnar Swahn, Bo Lindström, Björn Palmgren, Sonja Westerbergh, Vera Kreüger, Sten-Gunnar Wennerberg, Lars-Olov Åström, Eleonor Nordström Koreografi Albert Gaubier, Scenografi Olle Olsson Hagalund, Kostym Gueye Rolf 189 föreställningar |
| 1948       | Pippi Långstrump                                                                                            | Astrid Lindgren och Per-Martin Hamberg                                                                             |                                          | Premiär 26 december 1948 Scenografi Mille Peterson |
| 1949       | Porgy and Bess                                                                                              | George och Ira Gershwin                                                                                            | Poul Kanneworff                          | Premiär 11 april 1949 Scenografi Poul Kanneworff Gästspel av Stora Teatern, Göteborg 29 föreställningar |
| 1949       | Madama Butterfly                                                                                            | Giacomo Puccini, Luigi Illica och Giuseppe Giacosa                                                                 | Aarne Viisimaa                           | Premiär 11 maj 1949 Gästspel av Estniska operan |
| 1949       | De tre musketörerna                                                                                         | Alexandre Dumas den äldre                                                                                          | Carl-Henrik Fant                         | Gästspel av Dramaten |
| 1949       | Annie get your gun                                                                                          | Irving Berlin, Dorothy Fields och Herbert Fields Översättning Stig Bergendorff och Gösta Bernhard                  | Sven Aage Larsen                         | Premiär 15 september 1949 Nils Ericson, Gunnar Swahn, Christian Schröder, Naima Wifstrand, Dagmar Olsson, Inga Brink, Hasse Funck, Per Grundén, Ulla Sallert, Björn Eriksson, Gun Andersson, Marianne Peterson, Siv Henricsson, Gustaf Torrestad, Sten Gester, Robert Peiper, Sigge Fürst, Kurt Wilbing Scenografi Tage Hedqvist och Mille Peterson, Kostym Gueye Rolf 317 föreställningar |
| 1949       | Snövit och dvärgarna                                                                                        | Astrid Lindgren | Karl Kinch                               | Premiär 26 december 1949 Harriet Andersson, Sten Gester, Solveig Lagström, Dagmar Olsson, Rani, Carl-Axel Elfving, Robert Peiper, Alice Wallis, Adam Backström, Lars Anjou, Curt Lidström, Tommy Blomqvist Koreografi Elsa-Marianne von Rosen, Scenografi Mille Peterson, Kostym Gueye Rolf |
| 1950       | Rose Marie                                                                                                  | Rudolf Friml, Herbert Stothart, Otto Harbach och Oscar Hammerstein Bearbetning Stig Bergendorff och Gösta Bernhard | Sven Aage Larsen                         | Premiär 14 september 1950 Sonja Stjernquist, Christian Bratt, Gustaf Färingborg, Per Grundén, Ingalill Söderman, Nils Ericson, Elisaveta, Nils Kihlberg, Bo Lindström, Solveig Lagström, Christian Schröder, Sten Lonnert, Olle Ekbladh, Siv Henrics, Ingeborg Bergius Koreografi Carl-Gustaf Kruuse af Verchou, Scenografi Olle Olsson Hagalund, Kostym Mago 121 föreställningar |
| 1950       | Törnrosa | | Gösta Norén Olof Thunberg                | Premiär 28 oktober 1950 Gästspel av Västerås läroverk |
| 1950       | Pippi Långstrump                                                                                            | Astrid Lindgren och Per-Martin Hamberg                                                                             |                                          | Premiär 10 december 1950 |
| 1951       | Blåjackor Boys in Blue                                                                                      | Lajos Lajtai och Lauri Wylie Översättning S.S. Wilson och Roland Levin                                             | Sven Aage Larsen                         | Premiär 27 januari 1951 Egon Larsson, Sven Herdenberg, Nils Kihlberg, Gustaf Färingborg, Margit Andelius, Elisaveta, Maja Cassel, Sonja Stjernquist, Solveig Lagström, Mary Gräber, Ebbe Turesson, Bo Lindström, Olof Nissmar, Per Grundén, Ulla Kjerulff, Britta Lindmark, Sten Lonnert, Christian Schröder, Olle Ekbladh Koreografi Egon Larsson, Scenografi Tage Hedqvist och Mille Peterson, Kostym Gueye Rolf och Lisa Andersson 106 föreställningar |
| 1951       | Kiss Me, Kate                                                                                               | Cole Porter, Samuel Spewack och Bella Spewack                                                                      | Sven Aage Larsen                         | Premiär 14 september 1951 Sten Mattsson, Per Grundén, Christian Schröder, Annalisa Ericson, Bullan Weijden, Ulla Sallert, Per Olof, Curt Ericson, Sten Lonnert, Göte Arnbring, Arne Källerud, Nils Ericson, Gustaf Färingborg, Olof Nissmar Scenografi Olle Olsson Hagalund 200 föreställningar |
| 1952       | South Pacific                                                                                               | Richard Rodgers, Oscar Hammerstein och Joshua Logan Översättning Stig Bergendorff och Gösta Bernhard               | Sven Aage Larsen                         | Premiär 16 september 1952 Kim Borg, Ulla Sallert, Else-Marie, Nils Bäckström, Åke Grönberg, Sigge Fürst, Karl-Erik Forsgårdh, Öllegård Wellton, Fale Burman, Dennis Bickoff, Johnnie Kellner, Marita Ragneborn, Anette Axlander, Georg Hansen, Berith Bohm, Sten Mattsson, Hans Tombrock, Åke Starck, Anders Andelius, Per Olof, Curt Ericson, Per Elam, Stig Andersson, Hillevi Forsén Koreografi Göte Arnbring, Scenografi Tage Hedqvist 97 föreställningar |
| 1952       | Mästerdetektiven Blomkvist                                                                                  | Astrid Lindgren | Egon Larsson                             | Premiär 26 december 1952 |
| 1953       | Sista valsen Der letzte Walzer                                                                              | Oscar Straus, Julius Brammer och Alfred Grünwald                                                                   | Einar Beyron                             | Premiär 10 mars 1953 Eric Wilkman, Hasse Funck, Mary Hannikainen, Ulla Sallert, Marianne Andersson, Britta Lindmark, Monica Lindblad, Elisaveta, Lars Egge, Nils Bäckström, Karl-Erik Forsgårdh, Curt Ericson, Per Elam, Åke Starck, Lennart Billbeck, Christian Schröder, Sten Mattsson, Ingrid Andersson, Georg Hansen Koreografi George Gé, Scenografi Einar Hjort, Kostym Mago 106 föreställningar |
| 1953       | Saken är Oscar Anything Goes                                                                                | P.G. Wodehouse, Guy Bolton och Cole Porter Översättning Robert Brendt och Eric Sandström                           | Georg Funkquist                          | Premiär 21 maj 1953 Stina-Britta Melander, Gösta Prüzelius, Karl-Arne Holmsten, Inga Sundström, Börje Nyberg, Robert Brandt, Marianne Nielsen, Tollie Zellman, Åke Engfeldt, Monica Lindman, Sten Lindgren, Gordon Löwenadler, Göte Arnbring, Ingrid Cargin, Margareta Bergman, Ingvar Kjellson, Inga Gill, Karl-Erik Forsgårdh Koreografi Carl-Gustaf Kruuse af Verchou, Scenografi Yngve Gamlin, Kostym Gueye Rolf 50 föreställningar |
| 1953       | Änglar på Broadway Guys and Dolls                                                                           | Frank Loesser, Joe Swerling och Abe Burrows Översättning Gösta Rybrant                                             | Sven Aage Larsen                         | Premiär 18 september 1953 Ulla Sallert, Nils Bäckström, Inga Brink, Nils Ericson, Lars Egge, Marianne Nielsen, Åke Grönberg, Göte Arnbring, Georg Hansen, Sven Melin, Gustaf Färingborg, Per Olof, Åke Starck, Karl-Erik Forsgårdh, Ingeborg Bergius, Berith Bohm, Gunilla Pot, Sten Ardenstam Koreografi Björn Holmlund, Scenografi Olle Olsson Hagalund, Kostym Gueye Rolf, Mask Horst Stadlinger 52 föreställningar |
| 1953       | Annie get your gun                                                                                          | Irving Berlin, Dorothy Fields och Herbert Fields                                                                   | Sven Aage Larsen                         | Premiär 14 november 1953 Ulla Sallert, Nils Bäckström, Sonja Stjernquist, Nils Ericson, Göte Arnbring, Gustaf Färingborg, Lars Egge |
| 1954       | Glada änkan Die lustige Witwe                                                                               | Franz Lehár, Victor Léon och Leo Stein Översättning Kar de Mumma och Isa Quensel                                   | Lars Egge                                | Premiär 15 januari 1954 Lars Egge, Sonja Stjernquist, Einar Beyron, Ulla Sallert, Nils Bäckström, Åke Starck, Sten Ardenstam, Georg Hansen, Marianne Andersson, Gustaf Färingborg, Hillevi Forsén, Sven Melin, Gerda Bohman, Nils Ericson, Erik Sjögren Scenografi Harald Garmland och Manne Peterson, Kostym Mago 206 föreställningar |
| 1954       | Csardasfurstinnan Die Csárdásfürstin                                                                        | Emmerich Kálmán, Leo Stein och Béla Jenbach Översättning Kar de Mumma och Isa Quensel                              | Egon Larsson                             | Premiär 29 oktober 1954 Nils Ericson, Bullan Weijden, Einar Beyron, Sonja Stjernquist, Ingrid Stolt, Ulla Sallert, Tore Lindwall, Egon Larsson, Arne Andersson, Lennart Billbäck, Eva Eliasson, Hans Bertheau, Pia Hammarbäck, Georg Hansen, Karl Bornfors, Curt Ericson Koreografi John Ivar Deckner, Scenografi Harald Garmland, Kostym Mago 191 föreställningar |
| 1955       | Can-Can | Cole Porter och Abe Burrows Översättning Gösta Rybrant                                                             | Ivo Cramér                               | Premiär 16 mars 1955 Scenografi Kåre Hegle 92 föreställningar |
| 1955       | Sparbanken                                                                                                  | Henrik Hertz | Rolf Carlsten                            | Gästspel av Dramaten |
| 1955       | Lilla helgonet Mam'zelle Nitouche                                                                           | Hervé, Henri Meilhac och Albert Millaud Bearbetning Kar de Mumma                                                   | Ivo Cramér                               | Premiär 19 augusti 1955 Sonja Stjernquist, Egon Larsson, Lars Egge, Nils Ericson, Hasse Funck, Bullan Weijden, Arne Andersson, Bibbi Wåhlander, Marrit Ohlsson Scenografi Olle Olsson Hagalund, Kostym Gueye Rolf 202 föreställningar |
| 1955       | Kalle Stropp och Grodan Boll                                                                                | Thomas Funck | Hasse Funck                              | Premiär 11 december 1955 |
| 1956       | Can-Can | Cole Porter och Abe Burrows Översättning Gösta Rybrant                                                             | Ivo Cramér                               | Premiär 11 augusti 1956 57 föreställningar |
| 1956       | Sköna Helena La belle Hélène                                                                                | Jacques Offenbach, Henri Meilhac och Ludovic Halévy                                                                |                                          | Premiär 12 oktober 1956 Scenografi Olle Olsson Hagalund 119 föreställningar |
| 1957       | Cirkusprinsessan Die Zirkusprinzessin                                                                       | Emmerich Kálmán, Julius Brammer och Alfred Grünwald                                                                | Egon Larsson                             | Premiär 15 februari 1957 Scenografi Mille Peterson 105 föreställningar |
| 1957       | No, No, Nanette                                                                                             | Vincent Youmans, Otto Harbach, Frank Mandel och Irving Caesar Översättning Gösta Stevens                           | Egon Larsson                             | Premiär 8 november 1957 Bullan Weijden, Inger Juel, Egon Larsson, Sonja Stjernquist, Gaby Stenberg, Nils Ericson, Tilly Stephan, Jessie Flaws, Birgitta Andersson, Åke Collett Koreografi John Ivar Deckner och Björn Holmgren, Scenografi Mille Peterson, Kostym Gueye Rolf 191 föreställningar |
| 1958       | Madame Pompadour                                                                                            | Rudolf Schanzer, Ernst Welisch och Leo Fall Översättning Gösta Rybrant                                             | Ivo Cramér                               | Premiär 3 september 1958 Ulla Sallert, Åke Jensen, Curt Masreliez, Öystein Frantzen, Elisaveta, Gunvor Pontén, Egon Larsson, Hasse Funck, Svenerik Perzon, Maritta Marke, Åke Harnesk, Lennart Billbäck, Curt Ericson, Hans Rydell, Sven-Olof Eliasson, Gerda Bohman, Sonja Eklöf, Maj-Britt Åberg, Elsie Eklund, Susanne Sahlberg Scenografi Olle Olsson Hagalund, Kostym Mago 139 föreställningar |
| 1958       | Skattkammarön                                                                                               | Robert Louis Stevenson                                                                                             | Gösta Forsell                            | Premiär 3 oktober 1958 Scenografi Marik Vos Gästspel från Dramaten 20 föreställningar |
| 1959       | My Fair Lady                                                                                                | Frederick Loewe och Alan Jay Lerner Översättning Gösta Rybrant                                                     | Sven Aage Larsen                         | Premiär 14 februari 1959 Ulla Sallert, Jarl Kulle, Georg Funkquist, Eric Stolpe, Renée Björling, Dagny Lind, Elna Gistedt, Per Lindqvist, Marianne Nielsen, Åke Jensen, Franco Mariano, Ebbe Turesson, Ingrid Manz, Thor Zackrisson, Bertil Vedel, Ingrid Stenberg, Åke Harnesk, Alvar Gustafsson, Lennart Billbäck, Nils Palm, Curt Ericson, Erik Rabe, Hans Rydell, Tord Slättegård, Sven-Olof Eliasson, Maritta Marke, Elsie Eklund, Sonja Oredsson, Sonja Eklöf, Gudrun Brännlund, Li Falkenberg, Maj-Britt Åberg, Haldis van Brandtzaeg, Olle Söderqvist, Pia Hammarbäck, Yvonne Norberg, Eva Eliason Koreografi John Ivar Deckner, Scenografi Oliver Smith, Kostym Cecil Beaton 766 föreställningar                                                                            |
| 1961       | Oliver! | Lionel Bart Översättning Gösta Rybrant                                                                             | Sven Aage Larsen                         | Premiär 13 september 1961 Scenografi Dean Kenny 34 föreställningar |
| 1961       | Vita hästen Im weißen Rößl                                                                                  | Hans Müller och Ralph Benatzky Bearbetning Beppe Wolgers, Sångtexter Karl-Ewert                                    | Egon Larsson                             | Premiär 6 december 1961 Koreografi Ivo Cramér, Scenografi Olle Olsson Hagalund 121 föreställningar |
| 1962       | West Side Story                                                                                             | Leonard Bernstein, Stephen Sondheim och Arthur Laurents                                                            |                                          | Premiär 2 maj 1962 Scenografi Oliver Smith Gästspel från Her Majesty's Theatre, London 19 föreställningar |
| 1962       | Tre valser Drei Walzer                                                                                      | Oscar Straus, Paul Knepler och Armin Robinson Bearbetning Ivo Cramér och Gösta Rybrant                             | Ivo Cramér                               | Premiär 6 september 1962 Ulla Sallert, Per Grundén, Bert-Åke Varg, Brita Hertzberg, Hans Lindgren, Egon Larsson, Richard Lindskog, Vincent Jonasson, Åke Harnesk, Hanny Schedin, Jessie Flaws, Eva Stiberg, Karl Bornfors, Hans Rydell, Lennart Almén, Allan Sundvall, Thor Zackrisson, Pia Hammarbäck, Eva Eliasson, Sonja Karlsson Scenografi Guy Krogh, Kostym Mago 124 föreställningar |
| 1963       | Lås in Era döttrar Lock up your daughters                                                                   | Laurie Johnson, Lionel Bart och Bernard Miles Översättning Stig Ahlgren                                            | Ivo Cramér                               | Premiär 21 februari 1963 Kjerstin Dellert, Monica Brynnel, Ingrid Egge, Ingrid Manz, Susanne Sahlberg, Egon Larsson, Bert-Åke Varg, Arne Källerud, Hans Wahlgren, Per Lindqvist, Christian Bratt, Hans Lindgren, Åke Harnesk, Rune Ek, Lennart Almén, Allan Sundvall, Hans Rydell, Vincent Jonasson, Ragnar Andersson, Bill Carlsson Scenografi Mille Peterson, Kostym Alvar Granström 46 föreställningar |
| 1963       | Teenagerlove                                                                                                | Ernst Bruun Olsen och Finn Savery Översättning Lars Forssell                                                       | Ernst Bruun Olsen                        | Premiär 21 september 1963 Gertrud Fridh, Lars Ekborg, Jarl Kulle, Jessie Flaws, Margit Carlqvist, Gösta Krantz Koreografi John Ivar Deckner, Scenografi Helge Refn 84 föreställningar |
| 1964       | Jättarna på berget I giganti della montagna                                                                 | Luigi Pirandello                                                                                                   | Frank Sundström                          | Premiär 29 maj 1964 Scenografi Kare Hegle Gästspel från Uppsala stadsteater 9 föreställningar |
| 1964       | Hur man lyckas i affärer utan att egentligen anstränga sig How to Succeed in Business Without Really Trying | Frank Loesser, Abe Burrows, Jack Weinstock och Willie Gilbert Översättning Stig Bergendorff och Gösta Bernhard     | Folke Abenius                            | Premiär 24 september 1964 Jarl Kulle, Christina Lindström, Sigge Fürst, Fredrik Ohlsson, Anna Sundqvist, Axelle Axell, Gösta Krantz, Gunnar Lindkvist, Börje Nyberg, Birgitta Glantz, Tommy Jacobsson, Bert-Åke Varg, Vincent Jonasson, Hans Rydell, Tom James-Brown, Bill Carlsson, Yvonne Lundeqvist, Wivi-Ann Westberg, Maud Gilliam, Désirée Edlund, Susanne Sahlberg, Norma Ahlqvist, Jean Allison, Lillemor Andersson, Gun Larsson, Eva Rydberg, Kerstin Thuvall, Birgitta Wennerholm, Jan Bager, Kurt Baron, Arne Ericson, Dariusz Hochman, Fred Kitto Scenografi Robert Randolph, Kostym Robert Fletcher 180 föreställningar |
| 1965       | Adam och Eva Bacchai - den nordiske Dionysos Aft vämod Speglar                                              | | Birgit Cullberg Donya Feuer Lia Schubert | Premiär 16 juni 1965 Gästspel av Stockholms dansteater |
| 1965       | West Side Story                                                                                             | Leonard Bernstein, Stephen Sondheim och Arthur Laurents Översättning Urban Torhamn och Gösta Rybrant               | Rikki Septimus                           | Premiär 30 december 1965 Arne Strömgren, Eva Serning, Torsten Wahlund, Lill Lindfors, Ingvar Hirdwall, Tony de Costa, Jörgen Lantz, Jon Berle, Thor Hartman, Terje Thoresen, Fredrik Tharaldsen, Kenneth Scherman, Leif Forsman, Helge Linaae, Eva Rydberg, Sonja Karlsson, Susie Sulocki, Marianne Wikström, Kajsa Wiberg, Anette Kimblad, Tom James-Brown, Bill Carlsson, Fred Kitto, Walter Nicks, Robert Gardel, Colin Ashcroft, Klas Feldman, Yvonne Lundeqvist, Norma Ahlqvist, Dyane Gray, Lillemor Blanc, Birgitta Wennerholm, Jessica Schubert, Börje Mellvig, Gunnar Lindkvist, Fredrik Ohlsson, Tommy Jacobson Scenografi Oliver Smith och Mille Peterson, Kostym Gertie Lindgren 68 föreställningar                                                                      |
| 1966       | Hello, Dolly!                                                                                               | Michael Stewart och Jerry Herman Översättning Beppe Wolgers                                                        | Sven Aage Larsen                         | Premiär 9 september 1966 Ulla Zetterberg, Åke Fridell, Anna Sundqvist, Eva Rydberg, Fredrik Ohlsson, Bert-Åke Varg, Gunilla Åkesson, Anne Langenhahn, Olle Nyberg, Per Vremar, Gunnar Lindkvist, Charles Ek, Gerard Skogberg, Göran Svensson, Lasse Kühler, Bill Carlsson, Erkki Suovanen, Maud Gilliam, Kajsa-Britta Granlund, Margit Kinberg, Monica Kühler, Susanne Sahlberg, Barbro Samuelsson, Stellan Berglund, Leif Engdahl, Per Fredriksson, Norma Ahlqvist, Kerstin Appelvik, Lillemor Blanc, Carina Fast, Micaela Geggen, Gunilla Thorsell, Birgitta Wennerholm, Colin Ashcroft, Jon Berle, Klas Feldman, Leif Forsman, Tom James-Brown, Helge Linaae, Kenneth Scherman Koreografi Gower Champion, Scenografi Oliver Smith, Kostym Freddy Wittop 117 föreställningar       |
| 1967       | Spela spelet The Roar of the Greasepaint – The Smell of the Crowd                                           | Leslie Bricusse och Anthony Newley                                                                                 | Ivo Cramér                               | Premiär 17 mars 1967 Jan Malmsjö, Per Grundén, Marianne Mohaupt, Britta Pettersson, Les Carlton, Gregor Dahlman, Jon Berle Scenografi Yngve Gamlin 31 föreställningar |
| 1967       | Glada änkan Die lustige Witwe                                                                               | Franz Lehár, Victor Léon och Leo Stein Översättning Mimi Pollak, Folke Abenius och Pierre Fränckel                 | Mimi Pollak                              | Premiär 22 september 1967 Lasse Krantz, Gunnel Eklund, Jarl Kulle, Berit Carlberg, Åke Ljungholm, Per Vremar, Bert-Åke Varg, Bosse Runqvist, Kajsa-Brita Frogner, Gunnar Lindkvist, Monica Kühler, Erkki Souvanen, Gunilla Åkesson, Åke Lindström Koreografi Birgit Cullberg, Scenografi Kerstin Hedeby 280 föreställningar |
| 1969       | Spader, Madame! eller Lugubert sa Schubert                                                                  | Hans Alfredson och Tage Danielsson                                                                                 | Tage Danielsson                          | Premiär 10 januari 1969 Gunnar Svensson, Birgitta Andersson, Grynet Molvig, Sture Åkerberg, Bernth Gustafsson, Sven Lind, Tage Danielsson, Hans Alfredson, Jan Bergnér, Beppo Gräsman, Kerstin Bagge, Karin Stigmark, Lars Bagge, Ulla Hallin, Jörgen Johansson, Rune Gustafsson, Monica Zetterlund, Gösta Ekman, Runo Ericksson, Rolf Berg, Egil Johansen, Monica Dominique, Martin Ljung, Fatima Ekman Koreografi Dyane Gray, Scenografi Per Åhlin 73 föreställningar |
| 1969       | Djur som inte                                                                                               | Beppe Wolgers | Lars Amble                               | Premiär 19 maj 1969 Scenografi Per Åhlin Gästspel av Dramaten 20 föreställningar |
| 1969       | Ungkarlslyan Promises, Promises                                                                             | Burt Bacharach, Hal David och Neil Simon                                                                           | Ivo Cramér                               | Premiär 12 september 1969 Jarl Kulle, Anne Nord, Anna Sundqvist, Karl-Arne Holmsten, Stig Grybe, Lissi Alandh, Pär Ericson, Lars Granberg, Gösta Krantz, Gunnar Lindkvist, Bert-Åke Varg Scenografi Yngve Gamlin, Kostym Gertie Lindgren 199 föreställningar |
| 1970       | Csardasfurstinnan Die Csárdásfürstin                                                                        | Emmerich Kálmán, Leo Stein och Béla Jenbach                                                                        | Isa Quensel                              | Premiär 2 oktober 1970 Ulla Sallert, Sven Lindberg, Jan Malmsjö, Anna Sundqvist, Isa Quensel, Martin Ljung, Tore Lindwall, Maritta Marke, Bert-Åke Varg, Helge Hagerman, Olof Lundström, Norma Ahlqvist, Annelie Alexandersson, Roger Andersson, Berit Bogg, Charles Ek, Leif Engdahl, Maud Gilliam-Persson, Christine Gyhagen, Anita Jodelsohn, Beatrice Järås, Stig Lennart, Lillemor Ohlson, Susanne Sahlberg, Kenneth Scherman, Ninnie Stenberg-Garemyr, Lennart Stregård, Susie Sulocki, Margit Teimar, Vasil Tinteroff, Lena ÖsterKvist Koreografi John Ivar Deckner, Dirigent Gert-Ove Andersson, Scenografi Yngve Gamlin, Kostym Gertie Lindgren 205 föreställningar |
| 1971- 1974 | Teatern stängd för renovering                                                                               | Teatern stängd för renovering                                                                                      | Teatern stängd för renovering            | Teatern stängd för renovering |
| 1974       | Glada änkan Die lustige Witwe                                                                               | Franz Lehár, Victor Léon och Leo Stein Översättning Isa Quensel                                                    | Isa Quensel                              | Premiär 11 oktober 1974 Jarl Kulle, Ranveig Eckhoff, Per Grundén, Olof Thunberg, Désirée Edlund, Ulf Björkegren, Arne Hendriksen, Maritta Marke, Inger Lindholm-Bark, Stig Tysklind, Susanne Sahlberg, Lars-Erik Holmlund, Maud Gilliam-Persson, Johan Wretman, Thorbjörn Lilliequist Koreografi Norma Ahlqvist, Dirigent Gert-Ove Andersson, Scenografi Yngve Gamlin, Kostym Gertie Lindgren |
| 1975       | No, No, Nanette                                                                                             | Vincent Youmans, Otto Harbach, Frank Mandel och Irving Caesar                                                      | Isa Quensel                              | Premiär 30 december 1975 Vera Schmiterlöw, Ulla Sallert, Olof Thunberg, Désirée Edlund, Inga Gill, Olof Lundström, Ulf Björkegren, Mona Andersson, Anne Nord, Meg Westergren, Arne Hendriksen, Bo Lindström Koreografi John Ivar Deckner och Dorothy Hall, Scenografi Ingvar Danielsson, Kostym Gertie Lindgren |
| 1976       | Tukkijoella                                                                                                 | Teuvo Pakkala |                                          | Premiär 4 maj 1976 Gästspel av Tampereen Työväen Teatteri 5 föreställningar |
| 1976       | Csardasfurstinnan Die Csárdásfürstin                                                                        | Emmerich Kálmán, Leo Stein och Béla Jenbach                                                                        | Henny Mürer                              | Premiär 21 maj 1976 Gästspel av Stora Teatern 8 föreställningar |
| 1976       | Vita hästen                                                                                                 | Hans Müller och Ralph Benatzky Översättning Karl-Ewert, Bearbetning Nils Poppe och Arne Wahlberg                   | Jackie Söderman                          | Premiär 24 september 1976 Inga Gill, Stig Grybe, Gunwer Bergkvist, Ulf Björkegren, Olof Thunberg, Lasse Kühler, Gunnel Eklund, Gunilla Bergström, Sigge Fürst, Martin Ljung, Rutger Nygren, Maritta Marke, Hans Wiborg, Christel Hanson, Lotta Harryson, Eva Ohlsson, Anders Albén, Dick Edlund, Leif Werner, Bernard Sundh, Bo Leinmark, Christin Anderson, Maud Gilliam-Persson, Susanne Sahlberg Scenografi Ingvar Danielsson, Kostym Gertie Lindgren |
| 1976       | Chicago | John Kander och Fred Ebb                                                                                           | Hans Bergström                           | Premiär 15 december 1976 Maj Lindström, Eva Bysing, Brita Borg, Walter Norman, Gunnar Nielsen, Olle Ljungberg, Berit Kjerrman Koreografi Svend Bunch, Scenografi Ingvar Danielsson Gästspel av Riksteatern 5 föreställningar |
| 1977       | Barberaren i Sevilla Il barbiere di Siviglia                                                                | Gioacchino Rossini och Cesare Sterbini Översättning Oscar Ralf och Styrbjörn Lindedal                              | Göran Järvefelt                          | Premiär 20 maj 1977 Tord Slättegård, Erik Sædén, Sylvia Lindenstrand, Carl Johan Falkman, Curt Appelgren, Barbro Ericson, Gunilla Söderström, Bo Lundborg, Lennart Rittwall, Anders Bergström, Karl-Eric Kling Scenografi Marco Arturo Marelli Gästspel av Kungliga Operan 6 föreställningar |
| 1977       | My Fair Lady                                                                                                | Frederick Loewe och Alan Jay Lerner Översättning Gösta Rybrant                                                     | Henny Mürer                              | Premiär 23 september 1977 Jarl Kulle, Anna Sundqvist, Sigge Fürst, Olof Thunberg, Bernhard Sundh, Barbro Hiort af Ornäs, Peter Harryson, Fillie Lyckow, Maritta Marke |
| 1978       | Baletter | |                                          | Premiär 15 maj 1978 Gästspel av Kungliga Operan |
| 1978       | My Fair Lady                                                                                                | Frederick Loewe och Alan Jay Lerner Översättning Gösta Rybrant                                                     | Henny Mürer                              | Premiär 29 september 1978 Jarl Kulle, Anna Sundqvist, Sigge Fürst, Olof Thunberg, Bernhard Sundh, Gun Robertson, Peter Harryson, Ann-Mari Adamsson, Maritta Marke 385 föreställningar |
| 1979       | Perichole                                                                                                   | Jacques Offenbach, Henri Meilhac och Ludovic Halévy Översättning Karl Sjunnesson, Josef Halfen och Claes Hoogland  | Ann-Margret Pettersson                   | Premiär 14 maj 1979 Birgit Nordin, Ulf Björkegren, Sven Erik Vikström, Rolf Jupither, John-Eric Jacobsson, Hillevi Blylods, Margot Rödin, Inger Blom, Kåge Jehrlander, Carl Johan Falkman Koreografi Ivo Cramér, Scenografi Ingvar Danielsson Gästspel av Kungliga Operan 12 föreställningar |
| 1979       | A Chorus Line                                                                                               | Marvin Hamlisch, Edward Kleban, James Kirkwood och Nicholas Dante Översättning Bodil Malmsten                      | Michael Bennet och Baayork Lee           | Premiär 28 september 1979 Anders Albén, Kerstin Andersson, Per Andersson, Helen Arnesen, Göran Blomqvist, Conny Borg, Bertil Bäckström, Barbro Carles, Dick Edlund, Birgitta Egerbladh, Jack Hansen, Anne-Renée Hansson, Christel Hansson, Lotta Harryson, My Holmsten, Saeed Hooshidar, Peter Johansson, Anna Karlsson, Margareta Kempe, Solgärd Kjellgren, Wayne McKnight, Susanne Nordin, Christel Norman, Lillemor Ohlson, Per-Birger Stenudd, Krister St. Hill, Hugo Tham, Terje Thoresen, Peter Vaskoy-Kleinwichs, Björn Wikström, Lisbeth Zachrisson, Vazgen Zarouki Scenografi och kostym Ingvar Danielsson |
| 1980       | H.M.S. Pinafore eller En sjöman älskar fel person H.M.S. Pinafore; or, The Lass That Loved a Sailor         | Arthur Sullivan och W. S. Gilbert Översättning Hans Alfredson                                                      | Hans Alfredson                           | Premiär 17 maj 1980 Hans Alfredson, Erik Sædén, Gunnar Lundberg, Magnus Lindén, Bengt Lindberger, Mikael Mengarelli, Sven Erik Vikström, Kolbjørn Høiseth, Iwa Sörenson, Hillevi Blylods, Kerstin Meyer, Inger Blom, Anders Albén, Per Andersson, Saeed Hooshidar, Vazgen Zarouki Koreografi Ivo Cramér, Scenografi Pelle Johansson, Ljus Kurt Larsson Gästspel av Kungliga Operan 18 föreställningar |
| 1980       | Greven av Luxemburg Der Graf von Luxemburg                                                                  | Franz Lehár, Alfred Maria Willner och Robert Bodansky                                                              | Ivo Cramér                               | Premiär 26 september 1980 Louise Werner, Ann-Charlotte Björling, Claes Jakobsson, Lars Lönndahl, Sigge Fürst, Berit Carlberg, Claes Sköld, Bengt Krantz, Tore Sundin, Lennart Carlsson, Hans Wiborg, Göran Back, Marie-Louise Lagergren, Hanne Kirkerud Knutsen, Ronny Nordberg, Saeed Hooshidar, Jack Hansen Scenografi Ingrid Rosell |
| 1981       | Dansgruppen Zarouki                                                                                         | |                                          | Premiär 6 maj 1981 |
| 1981       | Barberaren i Sevilla Il barbiere di Siviglia                                                                | Gioacchino Rossini och Cesare Sterbini Översättning Oscar Ralf och Styrbjörn Lindedal                              | Göran Järvefelt                          | Premiär 10 juni 1981 Tord Slättegård, Erik Sædén, Sylvia Lindenstrand, Tord Wallström, Sten Wahlund, Gunilla Söderström, Bo Lundborg, Lennart Rittwall, Peter Kadiev Scenografi Marco Arturo Marelli Gästspel av Kungliga Operan 6 föreställningar |
| 1981       | Csardasfurstinnan Die Csárdásfürstin                                                                        | Emmerich Kálmán, Leo Stein och Béla Jenbach Översättning Nalle Halldén och Folke Abenius                           | Ivo Cramér                               | Premiär 30 september 1981 John Harryson, Berith Bohm, Jonny Blanc, Ann-Charlotte Björling, Louise Werner, Claes Jakobsson, Thore Skogman, Peter Harryson, Hans Wiborg, Christel Hansson, Susie Sulocki, Margareta Kempe, Ulla Nordin, Inger Elgh, Lena Håkansson, Annika Listén, Herbert Geltinger, Vazgen Zarouki, Bertil Bäckström, Lennart Carlsson, Rimma Gozkozik Scenografi Bozena Johansson, Mask Bill Carlsson |
| 1982       | Sagoprofessorn                                                                                              | Björn Isfält, Britt G Hallqvist och Christina Lagerson                                                             | Ivo Cramér                               | Premiär 21 maj 1982 Magnus Lindén, Inger Blom, Tom Børge Martinsen, Busk Margit Jonsson, Gunilla Wallin, Margot Rödin, Rolf Cederlöf Scenografi och kostym Veronica Leo, Ljus Ivo Cramér Gästspel av Kungliga Operan 15 föreställningar |
| 1982       | Animalen | Lars Johan Werle och Tage Danielsson                                                                               | Tage Danielsson                          | Premiär 24 september 1982 Anna-Lotta Larsson, Sten Wahlund, Enzo Florimo, Alf Häggstam, Elisabeth Erikson, Solveig Faringer, Eva Eriksson-Pilat, Berit Carlberg, Jack Hansen, Claes Sköld, Elisabeth Lax, Annika Persson, Bengt Gustafsson, Heribert Geltinger, David Båvenholm, Esaias Tewolde-Berhan, Per Stokholm, Bengt Nordfors, Stefan Axelsson, Viveka Anderberg, Barbro Netin, Tommy Körberg, Solgärd Kjellgren, Lena Nordin, Maria Theresa Nordell, Sven-Erik Vikström, Lotta Harryson, Eva Ohlsson, Susie Sulocki Koreografi Ann-Charlotte Lindström, Scenografi Hans Alfredson, Ljus Per Gyllenhammar, Mask Bill Carlsson och Horst Stadlinger |
| 1983       | Barberaren i Sevilla Il barbiere di Siviglia                                                                | Gioacchino Rossini och Cesare Sterbini Översättning Oscar Ralf och Styrbjörn Lindedal                              | Göran Järvefelt                          | Premiär 7 maj 1983 Stefan Dahlberg, Rolf Jupither, Iwa Sörenson, Mikael Samuelson, Curt Appelgren, Inger Blom, Lars Kullenbo, Peter Kadiev, Lennart Rittwall Scenografi Marco Arturo Marelli Gästspel av Kungliga Operan 6 föreställningar |
| 1983       | Nine | Maury Yeston och Arthur Kopit Översättning Bodil Malmsten                                                          | Gene Nettles                             | Premiär 24 september 1983 Ernst-Hugo Järegård, Berit Carlberg, Siv Malmkvist, Suzanne Brenning, Maj Lindström, Anna Sundqvist, Ewa Roos, Viveka Anderberg, Helena Fernell, Moa Myrén, Lena Nordin, Ann-Christine Bengtsson, Siw-Marie Andersson, Anna Maria Söderström, Susanne Sahlberg, Solgärd Kjellgren, Ragnhild Sjögren, Monica Janner, Vivian Burman, Hanne Kirkerud, Annika Persson, Charlotte Assarsson, Anna-Lena Engström, Marit Selfjord, Susie Sulocki, Berit Bogg, Linus Brohult, Svante Hådell, Kim Sulocki, Leo Bergman, Douglas Bjelkeström, Alexander Faustino, Alfonso Granlund, Magnus Högström, Carl Johan Janocha, Anderas Lindquist, Frederic Philipson, Gabriel Souvanen Koreografi Anthoula Papadakis, Scenografi Lawrence Miller, Kostym William Ivey Long |
| 1984       | Glada änkan Die lustige Witwe                                                                               | Franz Lehár, Victor Léon och Leo Stein                                                                             | Folke Abenius                            | Premiär 20 september 1984 Edith Thallaug, Jonny Blanc, Sven Erik Vikström, Annika Marberg, Esaias Tewolde-Berhan, Nils Eklund, Björn Stockhaus, Tore Sundin, Bruno Wintzell, Norma Ahlqvist, Carina Boman, Martina Carlsson, Anna Eklund, Inger Elgh, Lotta Harryson, Ann Lee, Jeanette Le Veau, Annika Listén, Eva Ohlsson, Susie Sulocki, Siw-Marie Andersson, Göran Back, Bert Bellman, Lennart Bjelke, Helena Brown, David Båvenholm, Heribert Geltinger, Monika Janner, Solgärd Kjellgren, Ola Löfgren, Anders Melander, Marianne Mellnäs, Susanne Sahlberg, Olle Söderberg, Margit Teimar Koreografi John Ivar Deckner, Scenografi Ingvar Danielsson, Kostym Gertie Lindgren                                                                                                   |
| 1984       | P. Svanslös                                                                                                 | Bodil Malmsten och Björn Isfält                                                                                    | Bodil Malmsten                           | Premiär 14 april 1984 Jan Åström, Dag Taylor, Ann-Christine Bengtsson, Kerstin Östberg-Dill, Norma Ahlqvist, Johan Hedenberg, Petra Nielsen, Paul Glaser, Maria Rydberg, Christel Wallin, Linda Krüger, Torbjörn Olausson, Gunilla Åberg Koreografi Charles Moore, Scenografi Ingvar Danielsson, Kostym Gertie Lindgren och Birgitta Hahn |
| 1985       | Barberaren i Sevilla                                                                                        | Gioacchino Rossini                                                                                                 | Knut Hendriksen                          | Koreografi Regina Beck-Friis, Scenografi och kostym Lennart Mörk Gästspel av Musikdramatiska skolan och Kungliga Operan 1 föreställning |
| 1985       | Nemesis | |                                          | Gästspel av Cramérbaletten |
| 1985       | Rodelinda Figaros bröllop                                                                                   | Georg Friedrich Händel Wolfgang Amadeus Mozart                                                                     |                                          | Gästspel av Musikdramatiska skolan |
| 1986       | Mannen från La Mancha Man of La Mancha                                                                      | Mitch Leigh, Dale Wasserman och Joe Darion                                                                         | Folke Abenius Mary Bettini               | Premiär 24 januari 1986 Jarl Kulle, Torbjörn Lillieqvist, Anne-Marie Mühle, Åke Lindström, Esaias Tewolde-Berhan, Rico Rönnbäck, Pia Svorono, Sven Erik Vikström, Ewa Roos, Helena Fernell, Norma Ahlqvist Scenografi Ralf Forsström, Koreografi Mary Bettini, Dirigent Gert-Ove Andersson |
| 1986       | Sweeney Todd                                                                                                | Stephen Sondheim och Hugh Wheeler                                                                                  | Christopher Bond                         | 4 föreställningar Gästspel från Värmlandsoperan |
| 1986       | Don Juan Don Giovanni                                                                                       | Wolfgang Amadeus Mozart och Lorenzo Da Ponte                                                                       | Bertil Lundén                            | Premiär 24 maj 1986 Thomas Lander, Gunnar Lundberg, Anders Lorentzson, Anna Söderbäck, Pia-Marie Nilsson, Hillevi Martinpelto, Magnus Kyhle, Lennart Forsén Scenografi Ralf Forsström 2 föreställningar Gästspel av Musikdramatiska skolan |
| 1986       | Kärleksdrycken L'elisir d'amore                                                                             | Gaetano Donizetti och Felice Romani                                                                                | Mimi Pollak                              | Premiär 31 maj 1986 Stefan Axelsson, Magnus Fagerberg, Marianne Andersen, Marianne Andersson, Bengt Gustafsson Scenografi Sara Ilstedt 2 föreställningar Gästspel av Musikdramatiska skolan |
| 1986       | La cage aux folles                                                                                          | Jerry Herman och Harvey Fierstein Översättning Ture Rangström och Lars Björkman                                    | Mary Bettini                             | Premiär 26 september 1986 Olle Johansson, Tommy Nilson, Johan Gulbrandsen, Saeed Hooshidar, Olof Thunberg, Ulla Sallert, Eva Serning, Martina Langas, Per Andersson, Anders Albén, Mikael Schultz, Thomas Larsson, Thomas Oakman, Tomas Börjesson, Max Berggren, Nils-Åke Nelson, Lotta Harryson, Eva Ohlsson, Jeanette Le Veau, Ronny Nordberg, Pierre Isacsson, Ewa Roos, Brita Theresa Norman, Bert Bellman, Richard Carlsohn, Margit Teimar, Susanne Sahlberg, Hans Wiborg, Urban Wrethagen Scenografi Ingvar Danielsson, Mask Bill Carlsson |
| 1987       | Parneviks Oscarsparty, revy                                                                                 | Bosse Parnevik | Yngvar Numme                             | |
| 1989       | Cabaret | John Kander, Fred Ebb och Joe Masteroff                                                                            | Georg Malvius                            | |
| 1989       | Phantom of the Opera                                                                                        | Andrew Lloyd Webber, Charles Hart och Richard Stilgoe                                                              | Harold Prince                            | Premiär 27 oktober 1989 1 173 föreställningar |
| 1995       | Cyrano | Sebastian, Pierre Westerdahl och Fleming Enevold                                                                   | Åsa Melldahl                             | |
| 1997       | West Side Story                                                                                             | Leonard Bernstein, Stephen Sondheim och Arthur Laurents                                                            | Richard Herrey                           | |

## Vicky von der Lanckens regim
| År   | Produktion                                          | Upphovsmän | Regi                                       | Noter |
| ---- | --------------------------------------------------- | --- | ------------------------------------------ | --- |
| 1998 | My Fair Lady                                        | Frederick Loewe och Alan Jay Lerner                                                                              | Staffan Aspegren                           | |
| 1998 | Guys and Dolls                                      | Frank Loesser, Joe Swerling och Abe Burrows Översättning Hans Alfredson                                          | Hans Marklund                              | Premiär 18 september 1998 Björn Skifs, Helena Bergström, Johan Ulveson, Maria Lundqvist, Peter Harryson, Claes Månsson, Ewa Roos, Lars Lind, Magnus Borén, Anna Carlsson, Therese Carlsson, Kjell-Erik Edström, Anette Friberg, Iréne Granehag, Pontus Helander, Liliane Jonsson, Peter Moltin, Andreas Nilsson, Senco Rucnov, Jakob Stadell, Linda Söderholm, Peter Torgner, Nicke Wagemyr, Jan Åström Koreografi Hans Marklund, Scenografi Ingemar Wiberg, Kostym Kersti Vitali, Mask och peruk Horst Stadlinger                             |
| 1999 | Chicago                                             | John Kander, Fred Ebb och Bob Fosse                                                                              |                                            | Premiär 3 september 1999 |
| 2000 | Maken till fruar                                    | Ray Cooney | Bo Hermansson                              | Premiär 21 september 2000 Robert Gustafsson, Suzanne Reuter, Claes Malmberg, Vanna Rosenberg, Per Eggers, Björn Granath, Lasse Eriksson, Dan Johansson Scenografi Ingemar Wiberg, Kostym Inger Elvira Pehrsson, Mask och peruk Horst Stadlinger |
| 2001 | Lorry, revy                                         | Peter Dalle | Peter Dalle                                | Premiär 20 september 2001 Peter Dalle, Suzanne Reuter, Johan Ulveson, Lena Endre, Claes Månsson, Tina Ahlin Koreografi Roine Söderlundh, Scenografi Ingemar Wiberg, Kostym Clara Ahlström, Mask och peruk Horst Stadlinger |
| 2002 | Garbo The Musical                                   | Michael Reed, Jim Steinman och Warner Brown Översättning Py Bäckman och Klas Östergren                           | Scott Faris                                | Premiär 18 september 2002 Gunilla Backman, Dan Ekborg, Petra Nielsen, Daniel Engman, Malena Laszlo, Fred Johanson, Fredrik Lycke, Michael Dalager, Pia Green, Thomas Ahlgren, Conny Bäckström, Magnus Sjögren, Annica Edstam, Anna Widing, Anders Butta Börjesson, Linda Östergren, Elisabeth Edgren, Daniel Engström, Anna Granath, Hans Johansson, Jennie Larsson, Niklas Löjdmark, Anna Norberg, Eddie Smart, Anna Thiam, Conny Laxell, Linda Hedberg, Kristian Kaspersen Koreografi Adam Cooper, Scenografi Per Johnson                    |
| 2003 | Victor/Victoria                                     | Blake Edwards, Leslie Bricusse, Henry Mancini och Frank Wildhorn Översättning Anders Aldgård och Magnus Lindberg | Anders Aldgård                             | Premiär 12 september 2003 Jan Malmsjö, Regina Lund, Jakob Eklund, Sofie Lindberg, Allan Svensson, Hans Lindgren, Jonas Olson, Tomas Ahlgren, Catharina Allvin, Staffan Berg, Therese Carlsson, Kjell-Erik Edström, Åsa Engman, Iréne Granehag, Elin Johansson, Mikael Kortesalmi, Niklas Löjdmark, Victor Molino, Vera Prada, Robert Skowronski, Morgan Svensson, Nils Sundberg, Magnus Westling Koreografi Roine Söderlundh, Scenografi Tomas Franck, Kostym Camilla Thulin, Mask och peruk Horst Stadlinger                                  |
| 2003 | De små sakerna man gör tillsammans                  | Stephen Sondheim Ulricha Johnson                                                                                 |                                            | Premiär 13 oktober 2003 Gunilla Backman, Sharon Dyall, Annica Edstam, Ulricha Johnson, Jan Kyhle, Fredrik Lycke, Christopher Wollter Kapellmästare Mikael Jöback Gästspel av Stockholms Musikalkompani 2 föreställningar |
| 2004 | Fame                                                | José Fernandez, Steve Margoshes och Jacques Levy                                                                 | Hans Berndtsson                            | Premiär 29 januari 2004 Catherine Hansson, Malena Tuvung, Guje Palm, Håkon Svenson, Hanna Norman, Leo Nielsen, Andrés Esteche, Divina Sarkany, Alexander Larsson, Josefin Johansson, Jessica Heribertsson, Niklas Vestberg, Pernilla Ranagården, Jonas Örknér, Gunilla Jansson, Ivan Valencia, Elin Johansson, Camilo Bresky, Nina Gillberg, Anders Håkansson Koreografi Gunilla Ohlsson, Scenografi och kostym Camilla Björnvad, Ljusdesign Palle Palmé                                                                                       |
| 2004 | Fångad på nätet                                     | Ray Cooney Översättning Bo Hermansson                                                                            | Bo Hermansson                              | Premiär 23 september 2004 Robert Gustafsson, Carina Lidbom, Magdalena Johannesson, Görel Crona, Allan Svensson, Björn Gustafson, Claudia Galli, Tomas Åhnstrand Scenografi Ingemar Wiberg, Kostym Reine Tapper, Mask och peruk Horst Stadlinger |
| 2005 | Saturday Night Fever                                | Nan Knighton, Arlene Phillips, Paul Nicholas och Robert Stigwood Översättning Anders Albien                      | TJ Rizzo                                   | Premiär 15 september 2005 Andreas Lundstedt, Thérèse Andersson, Hanna Lindblad, Jörgen Ohlsson, Robert Carlsson, Robin Olsson, Andres Esteche, Andreas Andersson, Johannes Brost, Ewa Roos, Leo Nielsen, Marko Lehtosalo, Timo Lattu, Hanna Linné, Alexander Larsson, Sharon Johansson, Pernilla Ranagården, Fatima Edell, Lena Fredrikson, Anna Nilsson, Mattiaz Andersson, Christina Sellberg Koreograf TJ Rizzo och Tomas Adrian Glans, Scenografi Mikael Varhelyi, Kostym Thomas Malmros                                                   |
| 2006 | Singin' in the rain                                 | Betty Comden, Adolph Green, Arthur Freed och Nacio Herb Brown                                                    | Bo Hermansson                              | Premiär 21 september 2006 Rennie Mirro, Karl Dyall, Hanna Lindblad, Sissela Kyle, Johan Rheborg, Allan Svensson, Monica Nielsen, Ewa Roos Koreografi Roine Söderlundh, Scenografi Ingemar Wiberg, Kostym Inger Elvira Pehrsson, Peruk och Mask Horst Stadlinger |
| 2006 | Oscars 100-årsjubileum                              | | Hans Marklund                              | Premiär 6 december 2006 |
| 2007 | Best of Andrew Lloyd Webber                         | | Erik Fägerborn                             | Premiär 12 februari 2007 Gunilla Backman, Öyunn Björge, Stephen Brandt-Hansen, Josef Alin Koreografi Mattias Carlsson Gästspel |
| 2008 | My Fair Lady                                        | Frederick Loewe och Alan Jay Lerner                                                                              | Tomas Alfredson                            | Premiär 12 september 2008 Tommy Körberg, Helen Sjöholm, Jan Malmsjö, Michael Segerström, Christopher Wollter, Monica Nielsen, Anna-Lena Hemström, Henrik Dorsin, Ewa Roos, Fredrik Lexfors, Anette Friberg, Cecilia Winkfield, Hanna Norman, Catharina Allvin, Sanna Martin, Annica Edstam, Tomas Ahlgren, Morgan Svensson, Staffan Berg, Nils Sundberg, Joakim Jennefors Koreografi Karl Dyall, Kapellmästare Joakim Hallin, Scenograf Per A Jonsson, Kostym Camilla Thulin, Mask och Peruk Horst Stadlinger och David Julio                  |
| 2009 | Rasmus på luffen                                    | | Staffan Götestam                           | |
| 2009 | Showbusiness: A Hollywood tribute                   | | Roine Söderlundh                           | Premiär 2 februari 2009 Karl Dyall, Hanna Lindblad, Rennie Mirro, Sharon Dyall |
| 2009 | Arealidades                                         | |                                            | Gästspel |
| 2010 | Singin' in the rain                                 | Betty Comden, Adolph Green, Arthur Freed och Nacio Herb Brown                                                    | Bo Hermansson                              | Premiär 4 februari Rennie Mirro, Karl Dyall, Hanna Lindblad, Maria Lundqvist, Hege Schøyen, Henrik Dorsin, Johan Rheborg, Allan Svensson, Monica Nielsen, Ewa Roos Koreografi Roine Söderlundh, Scenografi Ingemar Wiberg, Kostym Inger Elvira Pehrsson |
| 2010 | Sugar - I hetaste laget                             | Jule Styne, Bob Merrill och Peter Stone                                                                          | Bo Hermansson                              | Premiär 9 september 2010 Henrik Dorsin, Hanna Lindblad, Jonas Malmsjö, Suzanne Reuter, Leif Andrée, Per Eggers, Stefan Clarin, Daniel Träff, Lisa Bodelius, Karolin Funke, Camilla Lundstedt, Linda Olsson, Linda Rapp, Frida Winlöf, Joan Alderman, Dan Bratt, Stefan Clarin, Daniel Gill, Frank Sehlstedt, Joachim Staaf, Daniel Träff, Jonas Åhnberg, Björn Åhlander koreografi Roine Söderlundh, Musikaliskt ansvarig Joakim Hallin, Scenografi Tomas Franck, Kostym Camilla Thulin Mask och Peruk David Julio                             |
| 2010 | Karlsson på taket smyger igen                       | Astrid Lindgren                                                                                                  | Staffan Götestam                           | Premiär 26 december 2010 Markoolio, Benjamin Wahlgren, Hans Wahlgren, Anders Öjebo Koreografi Åsa Engman, Scenbild Marcus Englesson och Erik Fredriksson, Kostym Lars-Åke Wilhelmsson |
| 2011 | Spamalot                                            | Eric Idle och John Du Prez                                                                                       | Anders Albien                              | Premiär 5 september 2011 Henrik Dorsin, Johan Glans, Adde Malmberg, Robert Rydberg, Henrik Hjelt, Nina Söderquist, Kim Sulocki, Mattias Linderoth Flyttad från Nöjesteatern |
| 2012 | La cage aux folles                                  | Jerry Herman och Harvey Fierstein                                                                                | Peter Dalle                                | Premiär 13 september 2012 Loa Falkman, Sven Nordin, Suzanne Reuter, Per Andersson, Ulf Eklund, Susanne Barklund, Joan Alderman, Maja Rung, Stefan Clarin, Erik Gullbransson, Lisa Stadell Koreografi Roine Söderlundh, Scenografi Lehna Edwall, Kostym Maria Gyllenhoff |
| 2013 | 30-årsfesten, revy                                  | Claes Eriksson                                                                                                   | En som heter Okvin                         | Gästspel av Galenskaparna och After Shave |
| 2014 | Kom igen, Charlie The Foreigner                     | Larry Shue Översättning Göran O Eriksson och Peter Dalle                                                         | Peter Dalle                                | Premiär 18 september 2014 Robert Gustafsson, Suzanne Reuter, Claes Månsson, Magnus Roosmann, Susanne Thorson, Erik Johansson, Martin Eliasson Scenografi Roger Rosenberg, Kostym Anna Hagert, Mask och peruk David Julio |
| 2015 | Ladykillers                                         | Graham Linehan Översättning Edward af Sillén                                                                     | Emma Bucht                                 | Premiär 16 september 2015 Suzanne Reuter, Jonas Karlsson, Johan Rheborg, Leif Andrée, Shebly Niavarani, Jacob Nordenson, Joakim Jennefors, Anita Andersson, Agnetha Hjelm, Berit Tidblad, Birgit Westring Scenografi Bengt Fröderberg, Kostym Clara Ahlström, Mask och peruk David Julio |
| 2016 | Oscarsrevyn, revy                                   | Calle Norlén | Edward af Sillén                           | Premiär 22 september 2016 Rachel Molin, Dan Ekborg, Robert Gustafsson, Sanna Nielsen, Vanna Rosenberg, Kim Sulocki, Johanna Abenius, Lisa Agby, Magnus Borén, Urban Haglund, Denny Lekström, Ellen Lindström, Christofer Lindström, Cecilia Wrangel Koreografi Per-Magnus Andersson, Kapellmästare Sebastian Robertsson, Scenografi Viktor Brattström, Kostym Stefan Wåhlberg, Mask och peruk David Julio |
| 2017 | After Dark - This is it!                            | Christer Lindarw, Kent Olsson, Hans Marklund                                                                     | Christer Lindarw Kent Olsson Hans Marklund | Premiär 14 september 2017 Christer Lindarw, Conny Bäckström, Gustav Lagerträd, Michel Franco, Dennis Bröchner, Robin Werner, Robert Larsson, Nils-Albert Eriksson, John Ljunggren, Nikola Stankovic, Niklas Löjdmark Chressman, Sandro Skagerberg, Erwin Semler, Niklas Arleryd |
| 2018 | Gentlemannen A Gentleman's Guide to Love and Murder | Robert L Freedman och Steven Lutvak Översättning Calle Norlén                                                    | Markus Virta                               | Premiär 25 januari 2018 Henrik Dorsin, Andreas T Olsson, Suzanne Reuter, Sara Jangfeldt, Emmi Christensson, Anette Belander, Daniel Engman, Jenny Holmgren, Denny Lekström, Emil Schillén, Hanna Ulvan Kapellmästare Johan Siberg, Koreografi Gunilla Olsson Karlsson, Scenografi och kostym Nigel Hook, Mask och peruk David Julio |
| 2018 | Så som i himmelen                                   | Fredrik Kempe, Kay Pollak och Carin Pollak                                                                       | Markus Virta                               | Premiär 13 september 2018 Philip Jalmelid, Malena Ernman, Björn Kjellman, Anders Ekborg, Sara Jangfeldt, Tuva B Larsen, Christopher Wollter, Rikard Björk, Linus Eklund Adolphson, Kajsa Reingardt, Thérèse Andersson Lewis, Karolin Funke, Joakim Jennefors, Kristin Lidström, Magnus Loftsson, Klara Nilsson Kapellmästare Karl-Johan Ankarblom, Koreografi Roger Lybeck, Scenografi Lars Östbergh, Kostym Anna Hagert, Mask och Peruk David Julio, Ljus Tobias Hagström-Ståhl                                                               |
| 2021 | Rain Man                                            | Dan Gordon Översättning Martin Luuk                                                                              | Emma Bucht                                 | Premiär 8 oktober 2021 Robert Gustafsson, Jonas Karlsson, Sofia Ledarp, Sara Sommerfeld, Gustav Levin, Thérèse Andersson Lewis, Polly Kisch, Ulf Eklund Scenografi Maria Sohlman, Kostym Clara Ahlström, Mask och peruk David Julio, Ljusdesign Ellen Ruge och Robert Hvenström |
| 2022 | Tootsie                                             | David Yazbek(en) och Robert Horn Översättning Calle Norlén                                                       | Edward af Sillén                           | Premiär 19 september 2022 Robert Gustafsson, Linda Olsson, Andreas Nilsson, Sussie Eriksson, Hege Schøyen, Ola Forssmed, Steve Kratz, Hjalmar Freij, Tord Hansson, Anna Hansson, Alexander Larsson, Andreas Gyllander, Cecilia Wrangel, Emil Schillén, Emma Mellroth, Isak Bendelin, Julia Ohlin, Kitty Chan, Nils Sundberg, Ulrika Ånäs, Elisa Rosnes, David Larsson Lundin Koreografi Denise Holland Bethke, Scenografi Marcus Englesson, Kostymdesign Stefan Wåhlberg, Mask- och perukdesign David Julio, Musikaliskt ansvarig Johan Siberg |
| 2022 | Kulturbärarna                                       | Andreas T. Olsson                                                                                                | Claes Eriksson                             | Premiär 6 november 2022 Andreas T. Olsson Scenografi Bengt Fröderberg |